# Liste der Baudenkmäler in St. Johann (Saar)
In der Liste der Baudenkmäler in Sankt Johann (Saar) sind alle Baudenkmäler des Saarbrücker Ortsteils St. Johann aufgelistet. Grundlage ist die Veröffentlichung der Landesdenkmalliste vom 16. Februar 2011 und die aktuelle Teildenkmalliste der Landeshauptstadt Saarbrücken in der Fassung vom 9. August 2017.

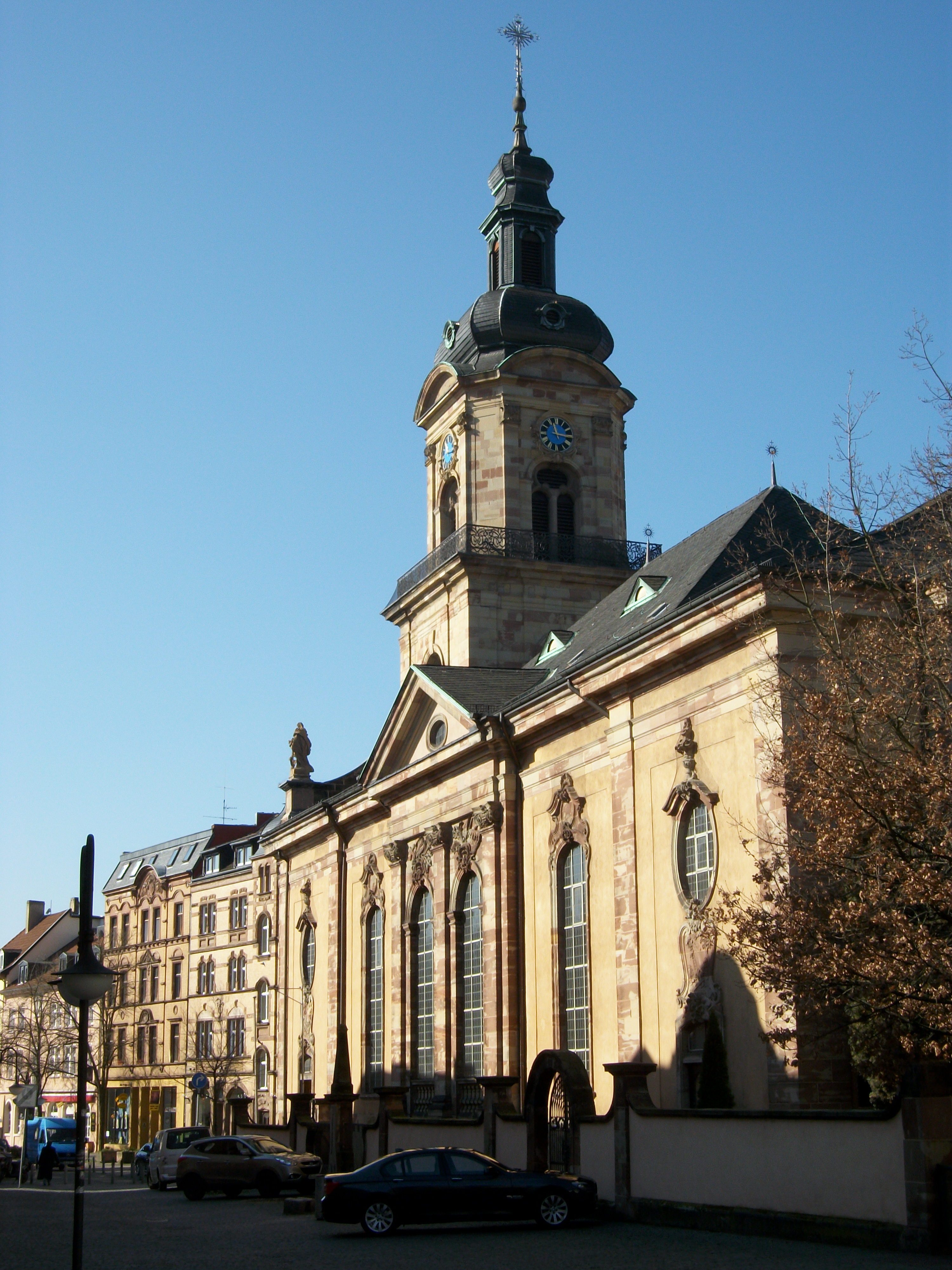
Basilika St. Johann
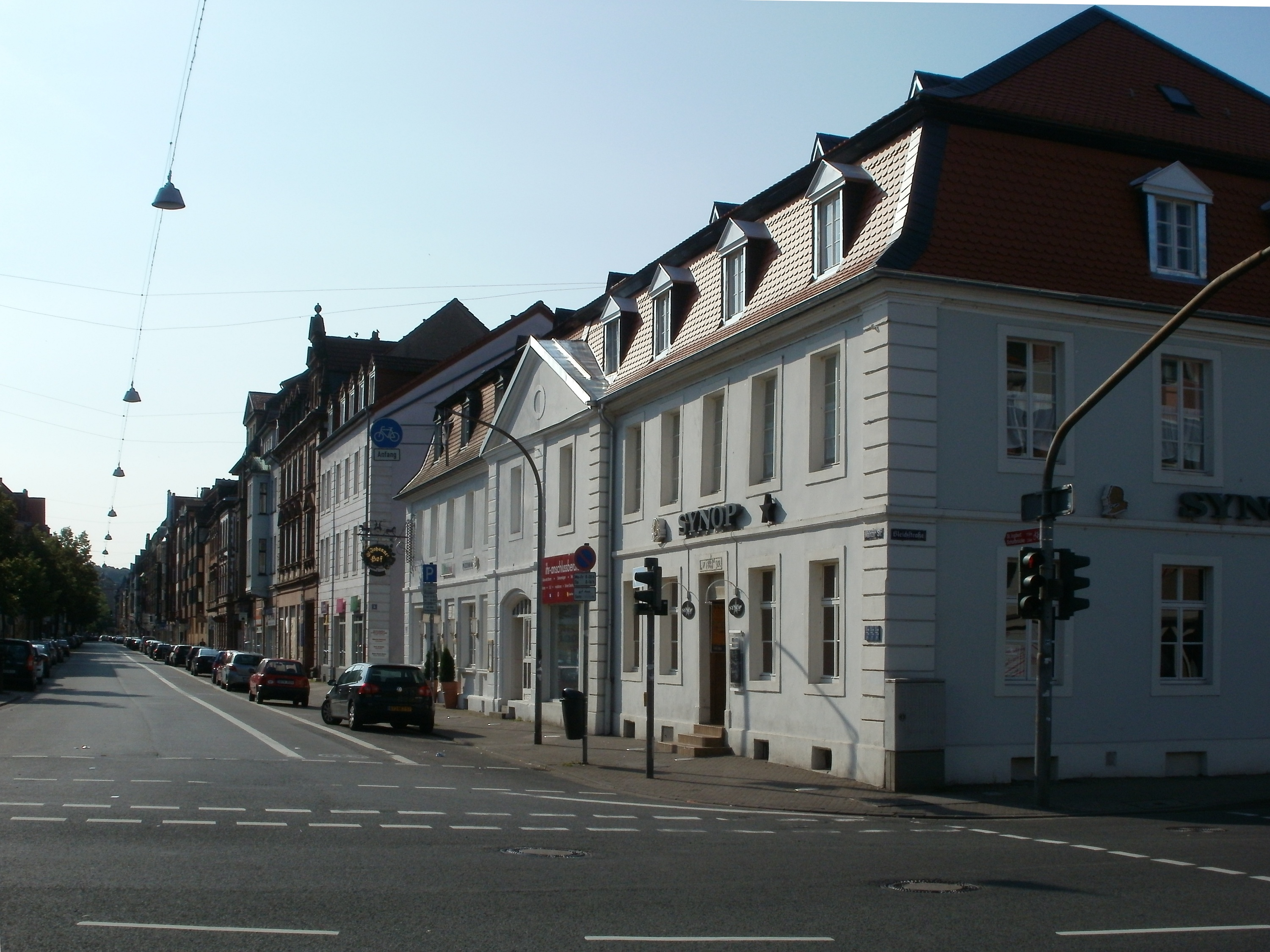
Mainzer Straße
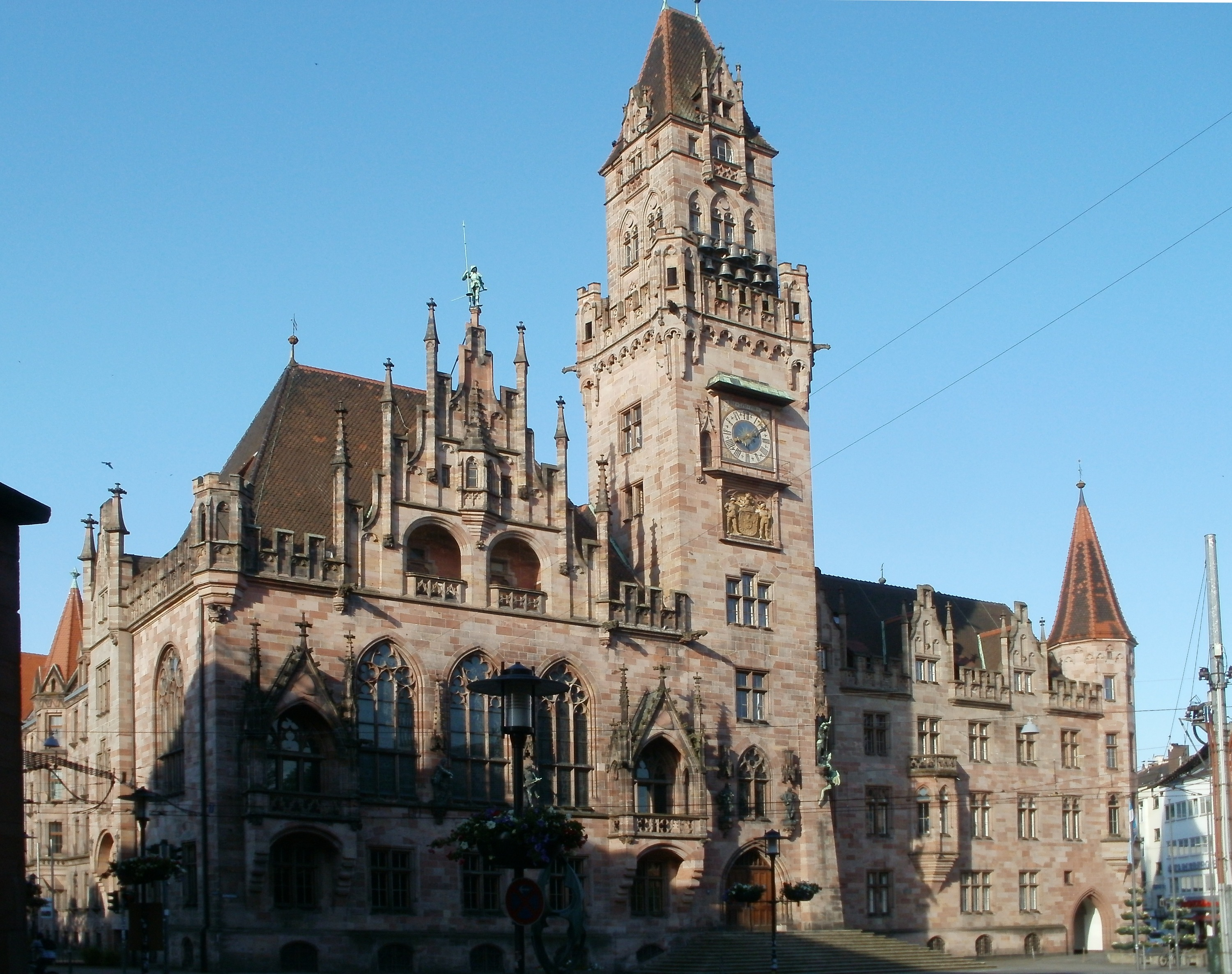
Rathaus St. Johann
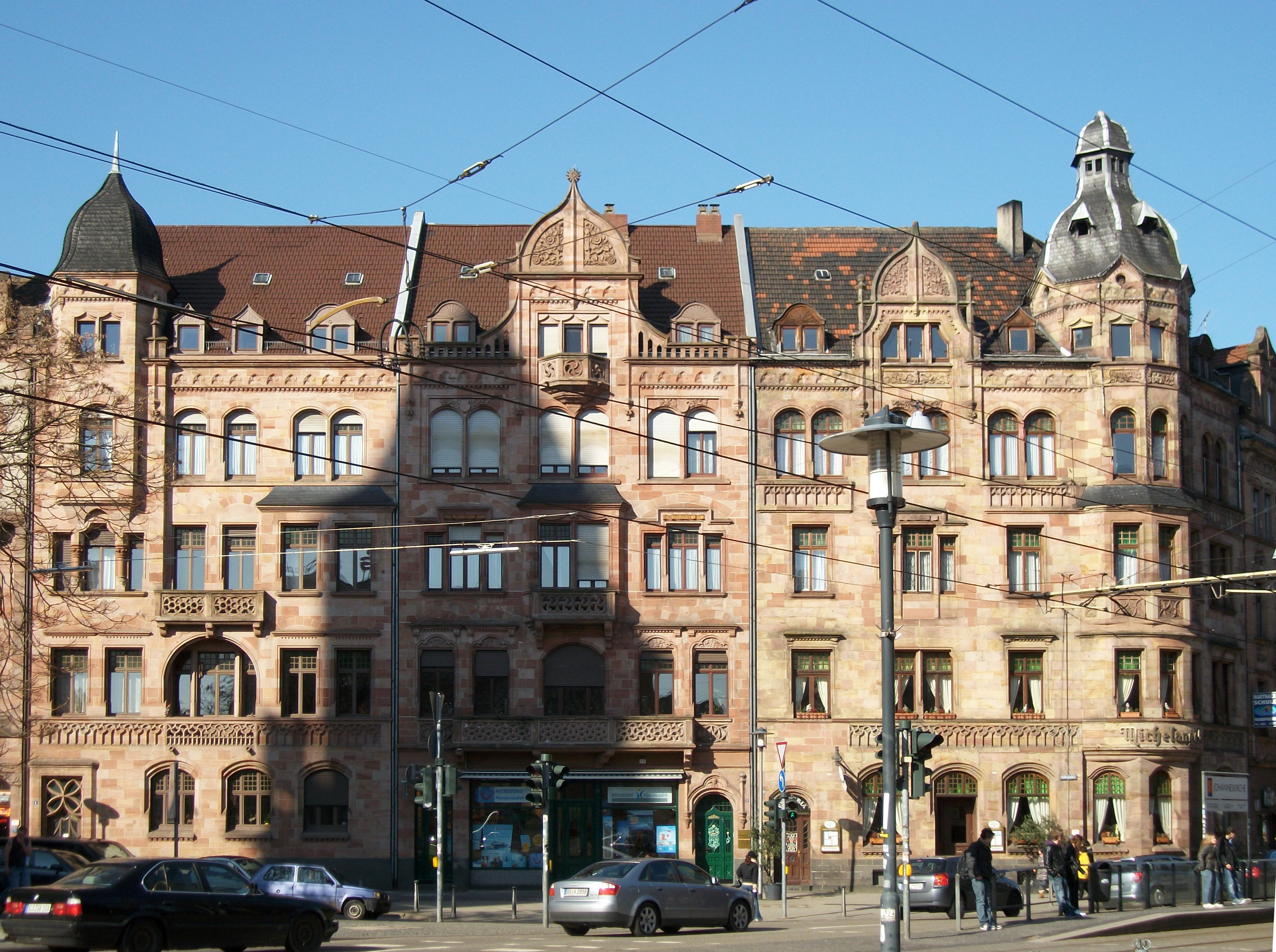
Häuser am Rathausplatz
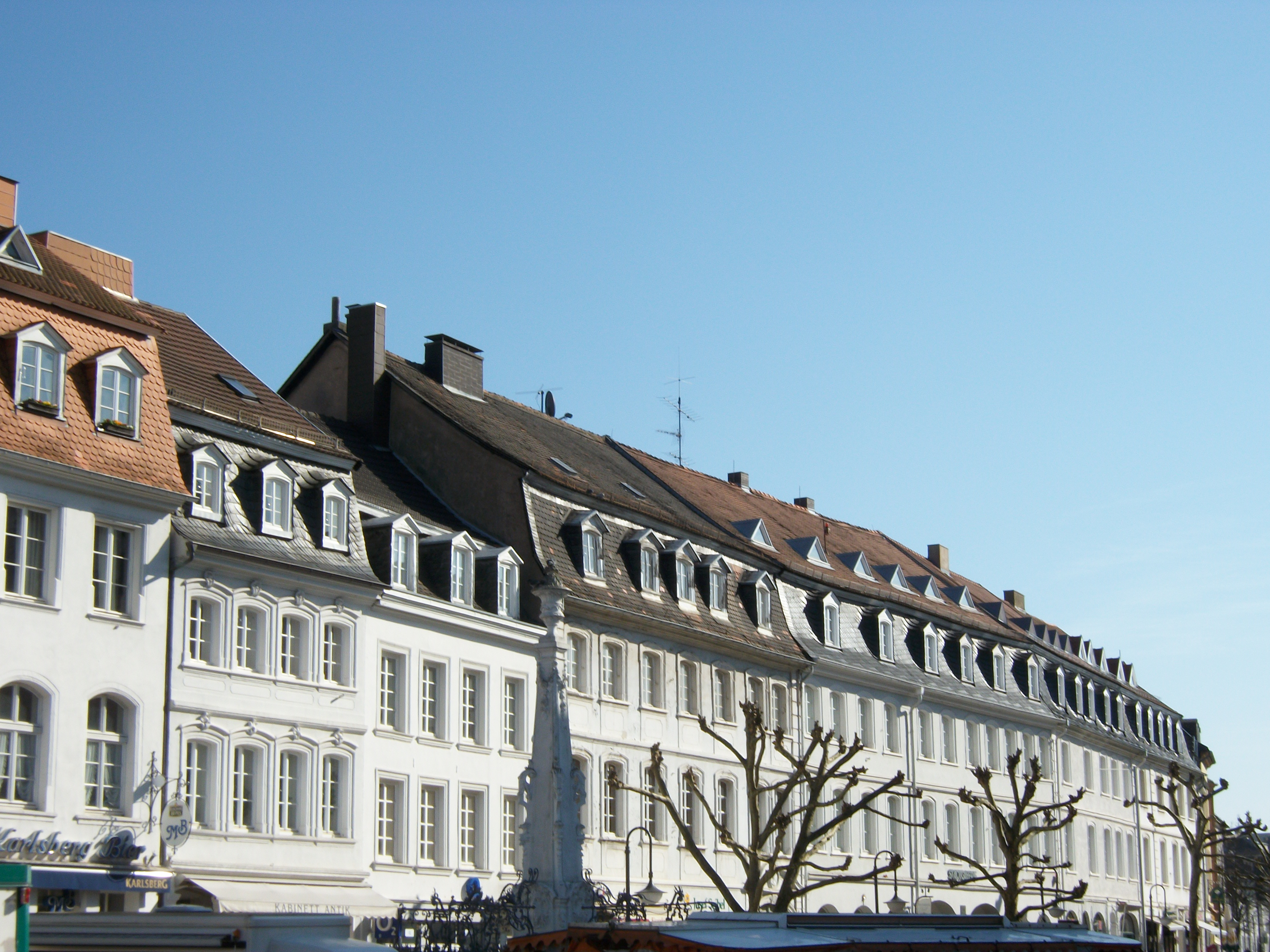
St. Johanner Markt

## Am Bruchhübel
| Lage            | Bezeichnung                                                 | Beschreibung | Bild |
| --------------- | ----------------------------------------------------------- | --- | ---- |
| Am Bruchhübel   | Friedhof                                                    | Der alte St. Johanner Friedhof wurde 1883 von Hugo Dihm auf dem Gelände „Am Bruchhügel“ angelegt. 1896/97 erhielt der Friedhof dann eine provisorische Leichenhalle und ein Wärterhaus, 1908 wurde die Einsegnungshalle erweitert und um 1910 der Friedhof vergrößert. Nach Anlage des neuen Zentralfriedhofs wurde der St. Johannes Friedhof 1917 geschlossen und ab 1933 als Parkanlage umgestaltet. Heute ist er für Urnengräber wieder geöffnet. Erhalten sind viele monumentale Grabdenkmäler aus der Zeit um die Jahrhundertwende. |      |
| Am Bruchhübel 1 | Friedhofswärterhaus, Nebengebäude mit Leichenhalle, 1897–97 | Das Friedhofswärterhaus wurde 1896/96 am unteren Eingang des Friedhofs angelegt. Das Gebäude is sein eingeschossiger Putzbau über einem rustizierten Sandsteinsockel. Die Vorderfront ist mit einem durchgehenden Fenster belichtet. Ein Eckrisalit schiebt sich leicht in den Vordergrund. Der Dreiecksgiebel ist verschiefert und leicht auskragend. |      |

## Am Hauptbahnhof
| Lage              | Bezeichnung                                             | Beschreibung | Bild |
| ----------------- | ------------------------------------------------------- | --- | ---- |
| Am Hauptbahnhof   | Reparaturhalle des Bahnbetriebswerks                    | Die Reparaturhalle wurde 1895 aus Ziegelmauerwerk errichtet und besitzt sowohl hochrechteckige wie auch rundbogige Tür- und Fensteröffnungen. Von dem Gebäude standen nur noch die Außenmauern, die nun Teil eines Neubaus sind.                                       |      |
| Am Hauptbahnhof   | Wasserturm des Bahnbetriebswerks                        | Der Wasserturm wurde vor 1880 als lang gestreckter achteckiger Sandsteinbau errichtet. Hohe Blendfelder und Strebepfeiler gliedern das Gebäude mit seinen rundbogigen Fenstern. Um 1960 wurde der Turm zur Eisenbahnfachschule umgebaut, heute steht das Gebäude leer. |      |
| Am Hauptbahnhof 4 | Dienstgebäude der ehem. Reichsbahndirektion Saarbrücken | Das Direktionsgebäude ist ein schmuckloser Bau mit Fassadenverkleidung aus Sandsteinplatten und wurde 1938 von P. A. Behringer erbaut. Das fünfgeschossige Gebäude mit deutlicher Fensterrahmung bildet den östlichen Abschluss des Bahnhofsvorplatzes.                |      |

## Am Homburg
| Lage         | Bezeichnung | Beschreibung | Bild |
| ------------ | ----------- | --- | ---- |
| Am Homburg 3 | Brauerei    | Das Brauereigebäude wurde 1899 von dem Architekten Keller errichtet und 1924 von Karl Brugger umgebaut. Der fünfgeschossige, traufständige Ziegelsteinbau ist mit Lisenen und Gesimsen reich gegliedert. Blendfelder nehmen die Schulter- und Segmentbogenfenster auf. Im Zentrum sitzt ein großes Tor mit Schulterbogen und Schlussstein. |      |

## Am Römerkastell
| Lage            | Bezeichnung                                           | Beschreibung | Bild |
| --------------- | ----------------------------------------------------- | --- | ---- |
| Am Römerkastell | Reste des Römerkastell Saarbrücken, 3. Viertel 4. Jh. | Die erhaltenen Reste eines römischen Kastells belegen eine römische Besiedlung an der Saar für das Ende des 4. Jahrhunderts. Erhalten sind die Grundmauern eines sechsseitigen Trapezes mit Rundtürmen. Es schützte die Straße von Metz nach Worms, wurde aber schon im 5. Jahrhundert verlassen und vermutlich nie ganz fertig gestellt. |      |

## Am Staden
| Lage            | Bezeichnung | Beschreibung | Bild |
| --------------- | --- | --- | ---- |
| Am Staden       | Gärten, Alleen, Übergang von der Wohnbebauung zur öffentlichen Parkanlage durch Böschungsmauer, Balusterbrüstung, Estraden, Treppen und Pavillons von Heinrich Güth, parkartig gestalteter Uferstreifen (Auen-Park) | Das Wohngebiet Am Staden entstand Anfang des 20. Jahrhunderts als bürgerliches Wohnviertel. Direkt an der Saar würde nach Plänen von Heinrich Güth eine parkähnliche Anlage geschaffen, die durch eine Böschungsmauer mit Balusterbrüstung vom Wohnviertel getrennt wurde und über Treppen erreichbar ist. Mehrere kleine Pavillons sollten der Erholung dienen und werden heute als Imbiss-Stände genutzt. |      |
| Am Staden       | Ulanen-Denkmal | Das Ulanen-Denkmal wurde in Erinnerung an die im Deutsch-Französischen Krieg Gefallenen des (Rheinischen) Ulanen-Regiments Nr. 7 „Großherzog Friedrich von Baden“ 1913 vor dem Alten Rathaus am Schlossplatz errichtet. Nach 1945 wurde es versetzt und 1957 in die Parkanlage am Staden transloziert. Das auf einem Sockel aus rotem Sandstein stehende Reiterstandbild von dem Bildhauer Fritz Klimsch zeigt einen nur mit einem attischen Helm bekleideten Reiter.                                           |      |
| Am Staden 13    | Villa | Die zweigeschossige Villa mit Walmdach wurde 1909–1910 von Wilhelm Noll errichtet. Der traufständige Putzbau besitzt auf der Straßenseite sechs Achsen, wobei die beiden mittleren im Erdgeschoss von einer halbrunden Auslucht verdrängt wurden. Die Fenster der Auslucht werden von halbrunden Pilastern getrennt, die ein hohes Gebälk tragen. Im Dach sitzt über der Auslucht eine Gaube mit Dreiecksgiebel. Rustizierte Lisenen gliedern das Gebäude. Die oberen Fenster enden an einem hohen Traufgesims. |      |
| Am Staden 14    | Villa | 1910 von Christian Burgemeister, 1961 innen umgebaut |      |
| Am Staden 15    | Villa mit Ausstattung | 1922 von Metzken und R. Hellbrüsk |      |
| Am Staden 16    | Villa | 1910 von Moritz Gombert |      |
| Am Staden 17    | Villa mit Ausstattung | 1923 von Carl Burgemeister und Karl Brugger |      |
| Am Staden 18    | Villa mit Ausstattung | 1910 von Carl Burgermeister |      |
| Am Staden 21    | Villa mit Garten | 1907 von Willi Schlier, Umbau 1946 |      |
| Am Staden 25    | Villa | 1911 von Wilhelm Noll, Umbau 1959 |      |
| Am Staden 27    | Wohnhaus (Doppelhaus mit Nr. 29) | 1909 von Carl Burgermeister |      |
| Am Staden 29    | Wohnhaus (Doppelhaus mit Nr. 27) | 1908 von Carl Burgemeister, Umbau 1954 |      |
| Am Staden 30/31 | Doppelwohnhaus | 1929–1930 von Peter Weiß, 1990 Dachausbau |      |

## Am Stadtgraben
| Lage               | Bezeichnung               | Beschreibung                                 | Bild |
| ------------------ | ------------------------- | -------------------------------------------- | ---- |
| Am Stadtgraben     | Wohn- und Geschäftshäuser |                                              |      |
| Am Stadtgraben 2–4 | Behördenhaus              | heute Finanzamt, um 1952 von Baurat Wundrack |      |
| Am Stadtgraben 6–8 | Finanzministerium         | 1965–66 von Walter Nobis                     |      |

## Am Stiefel
| Lage         | Bezeichnung          | Beschreibung | Bild |
| ------------ | -------------------- | --- | ---- |
| Am Stiefel 1 |                      | |      |
| Am Stiefel 2 | Gasthaus zum Stiefel | Das Gasthaus wurde 1718 von dem Braumeister Daniel Bruch erbaut. Es wurde Stammhaus der Brauerei Bruch. Der dreigeschossige Massivbau mit Satteldach steht mit axialsymmetrischer Fensterfassade mit Giebel zum St. Johanner Markt. Eckquaderungen gliedern das Gebäude, ein Rundtor in der Straße Am Stiefel bildet den Zugang zum Gebäude. |      |

## Arndtstraße
| Lage           | Bezeichnung | Beschreibung                                  | Bild |
| -------------- | ----------- | --------------------------------------------- | ---- |
| Arndtstraße 1  | Wohnhaus    | 1929–31 von Hermann Kopf und Richard Rosprich |      |
| Arndtstraße 3  | Wohnhaus    | 1929–31 von Hermann Kopf und Richard Rosprich |      |
| Arndtstraße 26 |             |                                               |      |

## Außerhalb der Stadtlage
| Lage                                                | Bezeichnung                       | Beschreibung | Bild |
| --------------------------------------------------- | --------------------------------- | ------------ | ---- |
| Außerhalb der Stadtlage (im St. Johanner Stadtwald) | zwei Bannsteine, 1787 und 1804    |              |      |
| Außerhalb der Stadtlage (im St. Johanner Stadtwald) | Grenzstein, Bannstein, 18./19. Jh |              |      |
| Außerhalb der Stadtlage (im St. Johanner Stadtwald) | Kriegerdenkmal, nach 1945         |              |      |

## Bahnhofstraße
| Lage               | Bezeichnung                           | Beschreibung | Bild |
| ------------------ | ------------------------------------- | --- | ---- |
| Bahnhofstraße 2    | Wohnhaus                              | Das kleine Gebäude wurde im 18. Jahrhundert errichtet und um 1925 umgebaut. Dabei erhielt der dreigeschossige Putzbau im Erdgeschoss Ladeneinbauten. So blieben nur die oberen Geschosse im Original erhalten. Während die traufständige Gebäudeseite drei Fensterachsen besitzt, sitzen in der Giebelseite im ersten Obergeschoss keine Fenster, darüber liegen zwei Geschosse mit je vier Achsen. |      |
| Bahnhofstraße 4    | Wohnhaus                              | Das im frühen 18. Jahrhundert erbaute Wohnhaus wurde 1983/84 entkernt und saniert. Im Erdgeschoss entstanden Ladeneinbauten. Das schmale Gebäude ist etwas niedriger als die umgebende Bebauung und besitzt deutliche Fensterfaschen. |      |
| Bahnhofstraße 5/7  | Wohnhäuser                            | 18./19. Jahrhundert |      |
| Bahnhofstraße 6    | Wohnhaus                              | um 1850, Ladeneinbau von 1855, seit dem 4. Viertel 19. Jahrhundert mehrfach umgebaut |      |
| Bahnhofstraße 8/10 | Doppelwohn- und Geschäftshaus         | um 1865 von Friedrich Mertz, mehrfach umgebaut |      |
| Bahnhofstraße 9    | Gasthaus „Zum Ochsen“                 | Der dreigeschossige Putzbau mit Mansarddach wurde im späten 18. Jahrhundert errichtet und erhielt 1888/89 einen Anbau. Das Eckgebäude erhielt eine rustizierte Lisene als Schmuck der Gebäudeecke. Die Fenstergewände an der Straßenseite sind deutlich profiliert. ursprünglich wurde das Gebäude als Gasthaus genutzt, inzwischen ist es Wohnhaus mit Ladeneinbauten im Erdgeschoss. |      |
| Bahnhofstraße 11   | Wohn- und Geschäftshaus               | um 1867 von L. Loew, 1897 Umbau des später mehrfach veränderten Ladenparterres, Umbauten 1988 und 1997 |      |
| Bahnhofstraße 13   | Wohnhaus                              | Das barocke Wohnhaus wurde um 1790 von Balthasar Wilhelm Stengel errichtet. 1870 wurde das Erdgeschoss zum Laden umfunktioniert. 1974 Erneuerung des Dachstuhls und Innenumbauten. 1988 erfolgte ein umfassender Umbau mit Ladeneinrichtungen, dabei wurde auch die Fassade stark verändert und großflächige Schaufenster eingebaut. Der zweigeschossige Putzbau mit Mansardwalmdach besitzt ein noch weitgehend original erhaltenes Obergeschoss mit sechs und vier Achsen und Segmentbogenfenstern. |      |
| Bahnhofstraße 16   | Städtische Polizeiwache               | 1866, 1906–07 Umbau zum Miets- und Geschäftshaus, 1983–84 Innenumbau |      |
| Bahnhofstraße 18   | Wohnhaus                              | Der Putzbau mit Mansardwalmdach wurde um 1790 von Balthasar Wilhelm Stengel als Wohngebäude errichtet. Seit 1876 ist es Geschäftshaus, 1980/81 erfolgten weitreichende Umbauten. Den Eingang bildet zur Bahnhofstraße ein rundbogiges Tor, dessen profiliertes Gewände von Pilastern getragen wird. Die sechs Achsen der Straßenfassade werden von Segmentbogenfenstern gebildet, die heute im Erdgeschoss bis zum Boden reichen. Ein Geschossgesims und Lisenen gliedern den Bau. |      |
| Bahnhofstraße 26   | Wohnhaus mit Holzgalerien             | Der traufständige zweigeschossige Putzbau mit Mansarddach wurde in der 2. Hälfte des 18. Jahrhunderts von Friedrich Joachim Stengel errichtet. Im Erdgeschoss befinden sich heute Ladeneinbauten, das Obergeschoss ist mit seinen sieben Fensterachsen nahezu im Original erhalten. Lisenen betonen die Gebäudeecken, ein Geschossgesims zieht sich durch die Fassade und ist mit dem Abschluss des Giebelfeldes über der Tür im Erdgeschoss verkröpft. Der kleine Innenhof des Gebäudes wird von hölzernen Galerien umlaufen. |      |
| Bahnhofstraße 37   | Diskontoecke, Wohn- und Geschäftshaus | Das viergeschossige Eckhaus mit Bänderrustizierung wurde 1897 von Karl Brugger errichtet und war lange Sitz der Diskonto-Gesellschaft. Von dem repräsentativen Sandsteingebäude sind nur die beiden oberen Geschosse im ursprünglichen Zustand erhalten. Die Fenster im dritten Geschoss sind mit runder und dreieckiger Verdachung ausgeführt, die im obersten Geschoss mit geradem Sturz und Schlussstein. Breite Faschen mit auffälligen Konsolen flankieren die Fenster. Zur Bahnhofstraße sitzt ein halbrunder Erker mit Balkonen und reicher Verzierung in der Fassade. Zwischen den Fenstern im Obergeschoss sitzen Mosaike mit Vasen und floralem Motiv. |      |

## Bayernstraße
| Lage               | Bezeichnung                    | Beschreibung | Bild |
| ------------------ | ------------------------------ | --- | ---- |
| Bayernstraße 12/14 | Doppelwohnhaus für Professoren | Die beiden Wohnhäuser entstanden 1951 für Lehrpersonal der neu gegründeten Universität. Die Pläne stammen von dem französischen Architekten und Stadtplaner Marcel Roux in der Bruchwiesensiedlung. Die sechsgeschossigen Zeilenbauten mit Flachdächern boten 40 Wohnungen. Die Südseiten sind großzügig mit Fenstern ausgestattet. Natursteinsegmente bereichern die Bauten. Die Wohnungen wurden großzügig geschnitten und trennen Wohnbereich und Schlafzimmer bewusst. Erhalten ist die teilweise reiche Ausstattung mit Wandschränken und farbigen Kücheneinbaumöbeln im Stil der Erbauungszeit. |      |

## Beethovenstraße
| Lage                 | Bezeichnung                                               | Beschreibung | Bild |
| -------------------- | --------------------------------------------------------- | --- | ---- |
| Beethovenstraße 1    | Verwaltungsgebäude der Cosmos-Versicherungsgesellschaften | Das Bürogebäude wurde 1954 von Robert Rheinstädter und J.W. Ulrich für die „Vereinigte Saarländische Volkshilfe“ errichtet. Das siebengeschossige Eckgebäude besitzt ein zurückgesetztes Erdgeschoss, das nahezu komplett verglast ist und ein vorspringendes Dach besitzt. Auch das oberste Geschoss wurde zurückgesetzt und mit einem Flugdach gedeckt, das weit hervorragt und von schlanken Säulen getragen wird. Die übrigen Geschosse sind durch eine stark gerasterte Fassade mit vertikalen Betonrippen gegliedert. |      |
| Beethovenstraße 7    | Wohnhaus                                                  | 1908 von Karl Brugger |      |
| Beethovenstraße 9/11 | Wohn- und Geschäftshaus                                   | 1924 von Karl Brugger und Rudolf Seifert |      |
| Beethovenstraße 21   | Bürogebäude                                               | 1909 von Alwin Heinker und Kurt Witzschel |      |
| Beethovenstraße 23   | Bürogebäude                                               | 1909 von Karl Brugger |      |
| Beethovenstraße 25   | Wohnhaus                                                  | 1908 von Adolf Hoffmann |      |
| Beethovenstraße 27   | Wohn- und Geschäftshaus                                   | 1909 von Hermann Kopf und Rudolf Uebel |      |

## Bismarckstraße
| Lage                 | Bezeichnung                                        | Beschreibung | Bild |
| -------------------- | -------------------------------------------------- | --- | ---- |
| Bismarckstraße 13–15 | Saarlandmuseum, Moderne Galerie                    | Die moderne Galerie des Saarlandmuseums wurde in den Jahren 1964 bis 1968 nach Entwürfen von Hans Schoenecker errichtet. Ein zweiter Bauabschnitt wurde 1979 fertiggestellt, ein dritter sollte bis 2017 entstehen. Das Gebäude wurde als Stahlbetonkonstruktion mit Kalksteinplatten-Verkleidung erbaut. Der Gebäudekomplex besteht aus eingeschossigen Quadern mit Oberlichtbändern. Der Zentralbau wird von vier gestaffelt versetzten quadratischen Gebäuden ergänzt. |      |
| Bismarckstraße 14    | Wohnhaus                                           | Das Wohnhaus wurde aus drei Gebäuden aus den Jahren 1867, 1869 und 1874 zusammengesetzt, in dem die Häuser in den Jahren 1874 bis 1888 durch den Architekten durch Friedrich Mertz eine gemeinsame Fassade erhielten. 1904 schloss Karl Brugger die Hauseinheiten dann auch im Inneren zusammen. 1931 erfolgte ein Dachausbau. Das rustizierte Erdgeschoss wurde durch ein Geschossgesims von der übrigen Fassade getrennt. Die Fenster des ersten Obergeschosses sind durch ein Sohlbankgesims verbunden und darunter mit einem Ornamentfeld verziert. Über den Fenstern mit deutlichen Ohrfaschen sitzen gerade Verdachungen über denen je ein Feld mit Voluten und Rocailleelementen sitzt. Im zweiten Obergeschoss besitzen die Fenster gerade profilierte Verdachungen mit kugelförmigen Konsolen. Im Zentrum der Fassade sitzt ein rechteckiger Erker mit auffälliger Fensterverzierung und mächtigen Konsolen. Darüber sitzt ein weit auskragendes Geschossgesims, das im Risalit zum Traufgesims wird. Im obersten Geschoss sitzen elf Achsen mit kleineren Fenstern. |      |
| Bismarckstraße 16    | Alte Bismarckschule bzw. Schillerschule            | Der dreigeschossige Putzbau wurde 1862 von Otto Lieber errichtet und 1896 um einen Erweiterungsbau ergänzt. 1982 wurde das Gebäude zum Museum umgebaut. Dem Bau ist zur Bismarckstraße ein Schulhof vorgelagert. Die Fassade wird von einem zweiachsigen Mittelrisalit mit Dreiecksgiebel bestimmt. Die zehn Achsen sind mit Segmentbogenfenstern ausgeführt, die ein stark profiliertes Gewände vorweisen. In den beiden äußeren Achsen und den mittleren befinden sich im Erdgeschoss bodentiefe Fenster. Ein Bogenfries schließt den Baukörper ab. |      |
| Bismarckstraße 17    | Bürogebäude                                        | 1921 errichtet für die Saarbrücker Niederlassung der überregional tätigen Bauunternehmung Carl Brandt (Hauptsitz in Düsseldorf), seit 1982 durch das Saarlandmuseum genutzt |      |
| Bismarckstraße 18    | Wohnhaus                                           | 1907 von Albert Eichbaum |      |
| Bismarckstraße 19    | Privatklinik und Wohnhaus                          | Erbaut wurde die Villa 1908–1909 von Wilhelm Noll als Privatklinik. Später wurde sie auch als Wohnhaus genutzt und ist seit 1992 Sitz von Verwaltung und Mitarbeiterbüros des Saarlandmuseums. Das Gebäude besteht aus einem vorspringenden Gebäudeteil zur Straße und einem breiteren rückwärtigen Teil. Im Zentrum der reich verzierten Schaufassade sitzt ein Mittelrisalit, der sich über der Traufe vorsetzt und in einem Kuppeldach schließt. Erdgeschoss und Risalit sind in Bänderrustika in Sandstein gehalten. Das Erdgeschoss schließt mit einem auskragenden Gesims ab. Eckquaderungen gliedern das Gebäude. Ein weit auskragendes Geschossgesims schließt den Baukörper ab. Der Eingang wird von einem aufwendig gestalteten Vordach mit Rundsäule geschützt. Eigentlicher Eingang ist heute ein Glasanbau an der Seite. |      |
| Bismarckstraße 20    | evangelisches Vereinshaus mit Festsaal             | 1907 von Franz Kaiser, 1937 Umbau des Festsaals zur Kapelle, 1991 Ladeneinbau |      |
| Bismarckstraße 22    | Wohnhaus mit Seitengebäude (Werkstatt)             | 1908–1911 von Heinrich Güth |      |
| Bismarckstraße 35    | Villa mit Stallgebäude                             | Das Eckgebäude wurde 1904 von Carl Burgemeister errichtet. Der zweigeschossige Putzbau mit Sandsteinsockel besitzt einen weit vorspringenden Mittelrisalit mit gestuftem Dreiecksgiebel. Lisenen und ein weit auskragendes Traufgesims gliedern den ansonsten schmucklosen Bau. Im Obergeschoss des Risalits ragt ein geschwungener Balkon mit schmiedeeisernem Geländer vor. Darunter sitzt ein Portal mit Ädikula und geschweiftem Giebel. |      |
| Bismarckstraße 37    | Villa                                              | 1893 von Carl Doflein, 1921 Umbau innen von G. Schmoll |      |
| Bismarckstraße 47    | Villa Heckel (Casino Restaurant Am Staden)         | 1899 von Wilhelm Hector |      |
| Bismarckstraße 51    | Villa Neu mit Ausstattung und Vorgarteneinfriedung | 1903 von Heinrich Güth |      |
| Bismarckstraße 56    | Villa                                              | 1909 von Kurt Witzschel |      |
| Bismarckstraße 58    | Villa                                              | 1899 von Ludwig Hermann Schmidt |      |
| Bismarckstraße 60/62 | Wohnhaus                                           | 1898 von Alwin Heinker und Kurt Witzschel |      |
| Bismarckstraße 69    | Villa mit Ausstattung                              | 1924 von Emil Engel |      |
| Bismarckstraße 71/73 | Doppelwohnhaus                                     | 1911–1912 von Christian Burgemeister |      |
| Bismarckstraße 75    | Villa                                              | 1924 von Ludwig Nobis, 1932 Umbau innen |      |
| Bismarckstraße 90    | Wohnhaus                                           | 1914 von Moritz Gombert, 1935 Umbau innen (siehe auch Graf-Johann-Straße 2/4) |      |
| Bismarckstraße 92    | Villa                                              | 1910 von Philipp Schmitt |      |
| Bismarckstraße 94    | Villa                                              | 1936 von Fritz Otto |      |
| Bismarckstraße 96/98 | Doppelwohnhaus                                     | 1910 von Heinrich Güth |      |
| Bismarckstraße 97/99 | Wohnhaus                                           | 1913 von Karl Schultheiß und Kurt Witzschel, 1992 Umbau |      |
| Bismarckstraße 100   | Wohnhaus                                           | 1914 von Carl Burgemeister |      |
| Bismarckstraße 101   | Villa                                              | 1910 von Karl Schultheiß und Kurt Witzschel |      |
| Bismarckstraße 102   | Villa                                              | 1910 von Carl Burgemeister |      |
| Bismarckstraße 103   | Villa                                              | 1913 von Kurt Witzschel |      |
| Bismarckstraße 104   | Wohnhaus                                           | 1912 von Christian Burgemeister |      |
| Bismarckstraße 105   | Villa mit Ausstattung                              | 1913 von Kurt Witzschel, 1935 Umbau zum Dreifamilienhaus |      |

## Bleichstraße
| Lage             | Bezeichnung                  | Beschreibung | Bild |
| ---------------- | ---------------------------- | --- | ---- |
| Bleichstraße 7/9 | Gasthaus Horch               | Das Gasthaus wurde 1792 von Balthasar Wilhelm Stengel für den Bierbrauer Friedrich Eichacker erbaut. Gemeinsam mit dem Haus Mainzer Straße 4 bildet das Gebäude ein spätbarockes Doppelhaus mit Mittelrisalit und Mansardwalmdach. Mit den Nebengebäuden in der Bleichstraße bildet es einen rechteckigen Innenhof mit umlaufender Holzgalerie im ersten Obergeschoss. 1995 wurde der Gebäudekomplex umgebaut.                                                      |      |
| Bleichstraße 11  | Garage, Karosseriebauanstalt | Die heute als „Garage“ bezeichnete Karosseriebauanstalt wurde 1924 von Carl Burgemeister als Montagehalle für die Automobilfirma Gebrüder Zeitz erbaut. Von 1936 bis 1988 war sie im Besitz der Ford-Werke, bevor sie 1989 zur Mehrzweck-Veranstaltungshalle umgebaut wurde. Im Zentrum des Stahlskelettbaus steht die achteckige Halle mit Kuppel. Vor der eigentlichen Halle steht ein zweigeschossiger Baukörper mit höherem Mittelpavillon mit Dreiecksgiebeln. |      |
| Bleichstraße 14  | Wohnhaus                     | 2. Viertel 19. Jh., Umbau um 1884, später weitere Umbauten |      |
| Bleichstraße 18  | Mietshaus                    | 1893 von Christian Burgemeister |      |
| Bleichstraße 22  | Wohnhaus, Gaststätte         | 1873 |      |
| Bleichstraße 25  | Kegelsporthaus               | 1927/28 von Felix Laudon |      |
| Bleichstraße 26  | Wohnhaus mit Werkstatt       | 1886 von Gustav Schmoll, 1921 Umbau |      |
| Bleichstraße 28  | Wohnhaus                     | um 1861, seit 1873 mehrfach umgebaut, Aufstockung 1924 |      |
| Bleichstraße 32  | Mietshaus                    | 1898 von Heinrich Christian Güth |      |

## Blumenstraße
| Lage            | Bezeichnung | Beschreibung            | Bild |
| --------------- | ----------- | ----------------------- | ---- |
| Blumenstraße 51 | Wohnhaus    | 1910 von Julius Ziegler |      |

## Brauerstraße
| Lage              | Bezeichnung                                                       | Beschreibung | Bild |
| ----------------- | ----------------------------------------------------------------- | --- | ---- |
| Brauerstraße 1–13 | Mügelsbergschule                                                  | Die Mügelsbergschule wurde in den Jahren 1952 bis 60 nach Plänen von Peter Paul Seeberger im Zuge des Wiederaufbauprogramms für Schulen errichtet. Das Grundstück in Hanglage wurde mit mehreren Pavillons bebaut. Die Fassaden werden von Glasfenstern gerastert, Flachdächer decken die vier- bis fünfgeschossigen Bauwerke. |      |
| Brauerstraße 39   | Verwaltungsgebäude der Holzbearbeitungswerke Schneider und Kaulen | 1924/25 von Hubert Rauwald |      |

## Bruchwiesenstraße
| Lage                | Bezeichnung | Beschreibung                               | Bild |
| ------------------- | ----------- | ------------------------------------------ | ---- |
| Bruchwiesenstraße 7 | Wohnhaus    | 1924 von Rudolf Sandhövel und Karl Knauber |      |
| Bruchwiesenstraße 8 | Wohnhaus    | 1912 von Karl Brugger und Rudolf Seifert   |      |

## Campus (Universität des Saarlandes)
| Lage                             | Bezeichnung | Beschreibung | Bild |
| -------------------------------- | --- | --- | ---- |
| Campus o. Nr.                    | Umfassungsmauer der Below-Kaserne                                                                                   | 1937/38 |      |
| Campus, A1.3, A1.4, A1.5         | Torbau und Stabshäuser der Below-Kaserne                                                                            | Die Below-Kaserne wurde in den Jahren 1937/38 von dem Architekten Peter Görgen errichtet. Anders als die sonst oft monumentalen Bauten der nationalsozialistischen Architektur sind die Gebäude schlicht und nüchtern gehalten. Anfangs war hier das 125. Infanterieregiment untergebracht, in den letzten Kriegsjahren dienten die Gebäude als Zwangsarbeiterlager. 1948 wurde die Kaserne Sitz der neuen Universität des Saarlandes. Den Eingang zur Universität bilden die ehemaligen Häuser des Stabes. Zwischen den viergeschossigen lang gestreckten Putzbauten mit Walmdach liegt ein Türbau aus Sandstein. Er ist etwas niedriger als die Baukörper der flankierenden Gebäude. Im Zentrum sitzt ein mächtiges, zwei Geschosse hohes Rundbogentor mit Rustizierung. Flaniert wird dieses von zwei kleineren rechteckigen Fußgängertoren. Den dreigeschossigen Bau mit Flachdach schließt eine Steinbalustrade ab.                                                                    |      |
| Campus, Gebäude A1.7             | Hörsaalgebäude der Biologischen Institute                                                                           | Das Hörsaalgebäude entstand in den Jahren 1961/62 nach Entwürfen der Architektengemeinschaft Rolf Heinz Lamour, Albert Dietz und Bernhard Grothe. Aufgrund der Hanglage ist das Gebäude auf der Vorderseite eingeschossig, auf der Rückseite zweigeschossig. Der Skelettbau wurde über nahezu quadratischem Grundriss errichtet und mit Schalbetonplatten mit reliefartiger Oberfläche verkleidet. Schlitzartige horizontale Fensterbänder gliedern den Kubus. Der zentrale Hörsaal erstreckt sich über zwei Geschosse, die beiden Foyers mit den angrenzenden Seminarräumen sind durch breite Treppen verbunden. |      |
| Campus, Gebäude A2.2             | Mannschaftsgebäude der Below-Kaserne                                                                                | 1937–38 von Peter Görgen, heute Sitz der Verwaltung der Universität, verschiedener Fachrichtungen und der kath. Hochschulgemeinde |      |
| Campus, Gebäude A2.4             | Mannschaftsgebäude der Below-Kaserne                                                                                | 1937–38 von Peter Görgen, heute Universität |      |
| Campus, Gebäude A3.3             | Reithalle der Below-Kaserne                                                                                         | Im Zentrum der Kaserne lag ursprünglich ein Exerzierplatz, an dessen nördlichem Ende der Architekt Peter Görgen 1937/38 eine Reithalle erbaute, die der Universität seit 1948/49 als Aula dient. Die Langseiten des eingeschossigen Gebäudes mit Satteldach sind geprägt von stark gerasterten Fensterflächen. An der östlichen Giebelseite wurde leicht versetzt ein Anbau angesetzt, der mit seiner verglasten Giebelfront als Eingang dient. |      |
| Campus, Gebäude A5.1             | Mannschaftsgebäude der Below-Kaserne                                                                                | , 1937/38 von Peter Görgen |      |
| Campus, Gebäude A5.3             | Wirtschaftshaus der Below-Kaserne                                                                                   | 1937/38 von Peter Görgen, Anbau 1950–60 |      |
| Campus, Gebäude A5.4             | Mannschaftsgebäude der Below-Kaserne                                                                                | 1937–38 von Peter (?) Görgen |      |
| Campus, Gebäude B1.1, B1.2       | Universitätsbibliothek mit Ausstattung                                                                              | Die Universitätsbibliothek wurde in den Jahren 1952 bis 1954 von Richard Döcker errichtet und 1983 erweitert. Der Gebäudekomplex besteht aus einem ein- und zweigeschossigen flachgedeckten Bau und einem elfgeschossigen Bücherturm mit Rasterfassaden. |      |
| Campus, Gebäude B2.1, B2.2       | Erweiterungsbau der Naturwissenschaftlichen Fakultät                                                                | Der Erweiterungsbau wurde in den Jahren 1955 bis 1960 von der Architektengemeinschaft Hans Hirner, Rudolf Güthler, Walter Schrempf am Nordende des Universitätsforums vor dem Audimax erbaut. Der lang gestreckte dreigeschossige Baukörper wurde als Betonskelettbau mit versetzbaren Innenwänden errichtet. Die Stirnseiten waren als Staffelgeschosse ausgeführt, dreiachsige Stahlelemente schlossen die Fassade. Im 21. Jahrhundert wurde das Gebäude außen und innen renoviert und um ein weiteres Geschoss aufgestockt. Die Kunst im Treppenhauswand im Parterre und ersten Obergeschoss des Zwischentraktes wurde als Steinrelief 1961 von Wolfram Huschens geschaffen. |      |
| Campus, Gebäude B3.1, B3.2, B3.3 | Philosophische Fakultät und Berufspädagogisches Institut mit Zwischentrakt                                          | Nachdem die Bauten der ehemaligen Kaserne bald zu klein wurden, war die Philosophische Fakultät der erste Neubau der noch jungen Universität. Der Entwurf für das Gebäude stammt aus den Jahren 1951/52 von Remondet André und in den Jahren 1954/55 durch Hans Hirner ausgeführt. Das Institutsgebäude wurde 1953 bis 1955 von Willi Steinhauer errichtet. Der Gebäudekomplex entstand in Betonskelettbauweise mit Flachdächern. Das Fakultätsgebäude öffnet sich im Erdgeschoss mit einem Wandergang mit rechteckigen Betonsäulen. Die Brüstungsfelder sind alternierend mit Fenstern ausgestattet und mit gelben und blauen Fliesen verkleidet. Das Institutsgebäude schließt sich im Süden an und ist im Souterrain mit Natursteinplatten verkleidet, nimmt aber wesentliche Gestaltungsmerkmale des Fakultätsgebäudes auf. Die Wandflächen am Wandelgang stammen von Wolfram Huschens aus dem Jahr 1954, Die Wandbilder im Foyer des Institutsbaus von Wolfram Huschens und Max Mertz. |      |
| Campus, Gebäude B4.1, B4.2       | Rechts- und Wirtschaftswissenschaftliche Fakultät mit Auditorium maximum, Nebengebäude und gestalteter Freiterrasse | Der Stahlbetonbau wurde in den Jahren 1959 bis 1964 von Rolf Heinz Lamour, Albert Dietz und Bernhard Grothe errichtet. Im Zentrum des dreigeschossigen Baus liegt das Audimax, das überwiegend im Erdboden versenkt wurde. Darum wurden auf annähernd quadratischem Grundriss die Seminarräume und Büros gelegt. Zur Kunst des Gebäudes gehört eine Lackwand im Dekanatssitzungsraum, die Wolfram Huschens 1962 geschaffen hat. Die Betonreliefs an beiden Hörsaalwänden in den Innenhöfen wurden 1961 von Helmut Kreutzer geschaffen. Die Bronzeplastiken in beiden Innenhöfen errichtete Max Mertz 1963. Die Metallplastik in der Eingangshalle wurde 1963/64 von Herbert Strässer geschaffen. |      |
| Campus, Gebäude C5.1             | Musiksaal | Der Musiksaal wurde 1964 von Schlier, Kugelmann und Alt als Betonkubus auf einem eingezogenen Erdgeschoss errichtet. Während das Erdgeschoss als Foyer ausgestaltet ist, sitzt im Hauptgeschoss der große Saal mit kleineren Nebenräumen. Nord- und Südfassaden sind mit Fenstern und Türen großflächig verglast. Betonfugen gliedern das Gebäude optisch. |      |
| Campus, Gebäude C5.2             | Philosophie II, Institutsgebäude der Philosophischen Fakultät                                                       | Der achtgeschossige Bauriegel wurde 1964 von Schlier, Kugelmann und Alt errichtet und erstreckt sich in Ost-West-Richtung. Das Betonskelett wechselt mit langen Fensterbändern und führt so zu einem gleichförmigen Raster an der Fassade, das durch die Sonnenblenden aus Aluminium noch verstärkt wird. Das nach Osten abfallende Gelände führt zu einem aufgeständerten Luftgeschoss im Osten. |      |
| Campus, Gebäude C7.1, C7.2, C7.3 | Studentenheim, Heim C                                                                                               | Das in den Jahren 1954/55 von Willi Steinhauer erbaute Studentenwohnheim war der erste Studentenheim-Neubau an der saarländischen Universität. Der dreigliederige Baukomplex besteht aus zwei parallelen Wohntrakten mit fünf und zwei Geschossen, die über einen niedrigen Eingangstrakt verbunden sind. Anders als die Wohntrakte ist der Verbindungsbau nicht als Putzbau, sondern in Naturstein ausgeführt und besitzt ein Pultdach. |      |

## Cecilienstraße
| Lage              | Bezeichnung             | Beschreibung | Bild            |
| ----------------- | ----------------------- | --- | --------------- |
| Cecilienstraße 3  | Wohnhaus                | Der traufständige, dreigeschossige Putzbau mit Mansarddach wurde 1894 nach Plänen von Karl Bruder errichtet. Die Fassade ist reich gegliedert durch Blendfelder. Die linke der drei Achsen rag tin einem Risalit leicht hervor und wird in Erd- und erstem Obergeschoss durch Bänderustika verziert. Das Rundbogenportal wird von Pilastern flankiert, die ein Gebälk tragen, über dem ein geschweifter Giebel mit Voluten sitzt. Die Segmentbogenfenster werden im ersten Obergeschoss von weit austragenden geschwungenen Verdachungen geziert, die mit einem reich verzierten Schlussstein gesprengt werden. Im zweiten Obergeschoss sind aufwendig profilierte Faschen vorhanden, die über dem Fenster geschwungen sind und eine Girlande aufnehmen. Zwischen den Fenstern setzten Ornamentfelder. |                 |
| Cecilienstraße 6  | Wohn- und Geschäftshaus | 1898 von Alwin Heinker und Kurt Witzschel |                 |
| Cecilienstraße 8  | Wohn- und Geschäftshaus | 1898 von Alwin Heinker und Kurt Witzschel |                 |
| Cecilienstraße 10 | Wohn- und Geschäftshaus | 1892 von Karl Brugger |                 |
| Cecilienstraße 12 | Wohn- und Geschäftshaus | 1894 von Josef Stürmer |                 |
| Cecilienstraße 14 | Wohn- und Geschäftshaus | 1894 von Georg Pitz | Cecilienstr. 14 |
| Cecilienstraße 16 | Wohn- und Geschäftshaus | 1894 von Josef Stürmer | Cecilienstr. 16 |
| Cecilienstraße 22 | Wohnhaus                | 1904 von Christian I. Burgemeister |                 |
| Cecilienstraße 29 | Wohnhaus                | 1890 von Joseph jun. Stürmer |                 |
| Cecilienstraße 31 | Wohn- und Geschäftshaus | 1893 von Heinrich Güth |                 |
| Cecilienstraße 33 | Wohn- und Geschäftshaus | 1893 von Wilhelm Hector |                 |

## Dudweiler Landstraße
| Lage                   | Bezeichnung                                         | Beschreibung | Bild |
| ---------------------- | --------------------------------------------------- | --- | ---- |
| Dudweiler Landstraße   | Eisenbahnbrücke                                     | um 1910 |      |
| Dudweiler Landstraße 7 | Betriebsgebäude mit Lagerhalle der Neufang-Brauerei | Betriebsgebäude und Lagerhalle der Neufang-Brauerei wurden in den Jahren 1923 bis 1925 von Karl Brugger und Rudolf Seifert errichtet. Seit 1992 dient die Lagerhalle als Diskothek und Veranstaltungsort. Die auffällige Halle ist durch Fenster stark gegliedert. Listen unterteilen die Achsen. Im Erdgeschoss herrschen hohe Rundbogenfenster vor, die stark unterteilt wurden. Erstes und zweites Obergeschoss sind durch stark gerasterte Fensterflächen beherrscht. Darüber sitzt ein niedriges Geschoss mit runden Fenstern in quadratischen Blendfeldern. |      |

## Dudweilerstraße
| Lage                                  | Bezeichnung                                       | Beschreibung | Bild |
| ------------------------------------- | ------------------------------------------------- | --- | ---- |
| Dudweilerstraße 2                     | Geschäftshaus                                     | 1910 von Joseph jun. Stürmer |      |
| Dudweilerstraße 8                     | Geschäftshaus                                     | 1909 von Wilhelm Noll |      |
| Dudweilerstraße 9                     | Geschäftshaus                                     | 1905 von Carl Burgemeister |      |
| Dudweilerstraße 11                    | Geschäftshaus                                     | 1908 von Ludwig Karl Moritz |      |
| Dudweilerstraße 15/17 / Stephanstraße | Alte Post                                         | Das Gebäude wurde 1898–1899 nach Planung von Stadtbaumeister Wilhelm Franz für das Kaiserliche Post- und Telegraphenamt St. Johann errichtet und 1908 durch den Architekten Kurt Witzschel erweitert. Der Bau mit auffälliger Sandstein-Fassade besitzt ein Erdgeschoss mit Bänderrustika und Geschossgesims. Lisenen gliedern den Bau und trennen die Achsen, im ersten und zweiten Obergeschoss sitzen hochrechteckige Fenster. Ornamentfelder schmücken insbesondere den abgerundeten Gebäudeteil mit dem Haupteingang an der Straßenecke, der mit einer Attika und einem schmalen Tambour (mit liegend-ovalen Fenstern) betont war und darüber ein Isolatorengerüst (für die hier zusammenlaufenden Telefon-Freileitungen) in Form einer Haube mit kleiner Laterne trug. Dieser später beseitigte Aufbau wurde in jüngerer Zeit in modernisierten Formen rekonstruiert. |      |
| Dudweilerstraße 26                    | Wohn- und Geschäftshaus                           | 1902–03 von Christian Burgemeister, 1981 Dachaufbau von Van Loom |      |
| Dudweilerstraße 56                    | Bitburger Residenz                                | Die Villa wurde 1859 als Wohnhaus für die Direktoren des Gaswerkes der Stadt erbaut und is seit einigen Jahren Sitz von Gastronomiebetrieben. Der treuabständige zweigeschossige Putzbau mit flachem Mansarddach wird durch Lisenen aus Sandstein gegliedert. Die Fenster des Erdgeschosses sind einfach ausgeführt und besitzen eine Sandsteinlaibung. Die beiden mittleren der vier Achsen sind auffälligen Kopffaschen ausgeführt und besitzen eine gerade, profilierte Verdachung. Die äußeren fensterachten sind in diesem Geschoss mit Dreiecksverdachung ausgeführt und als Fenstertüren angelegt. Sie führen auf kleine Balkone, die zwischen Geschoss- und Sohlbankgesims sitzen. Der Haupteingang liegt auf der Schmalseite und wird durch einen gläsernen Vorbau geschützt.                                                                                      |      |
| Dudweilerstraße 57–59                 | Volksfürsorge-Haus                                | Das Bürogebäude wurde in den Jahren 1953/54 nach Entwürfen von Rudolph Güthler und Jacques Quirin für die Volksfürsorge errichtet. Im Erdgeschoss des fünfgeschossigen Betonskelettbaus lag ursprünglich ein Restaurant, in den übrigen Geschossen waren Büroräume und Wohnungen untergebracht. Das verglaste Erdgeschoss ist weit zurückgesetzt. Der übrige Baukörper wurde mit braunen Fliesen verkleidet. Gelbe Betonraster gliedern den Bau vertikal, Betongesimse horizontal. |      |
| Dudweilerstraße 58                    | Geschäftshaus der Fleischwarenfabrik Peter Krämer | Nachdem die Bauten des 1919 gegründeten Fleischhandelsunternehmens Bachellier & Krämer im Krieg zerstört worden waren, ließ Krämer 1953 von dem Architekten Adolf Mönch ein neues Gebäude errichten. Auf dem spitzwinkligen Grundstück entstand ein zum Teil sechsgeschossiger Putzbau. Die beiden unteren Geschosse ragen mit abgerundeter Spitze zur Ecke vor, der vertikal gegliederte Hauptbaukörper bildet an dieser Seite eine konkave Fensterfront. Das oberste Staffelgeschoss wird von einem überstehenden Flugdach auf Rundstützen gedeckt. |      |
| Dudweilerstraße 69                    | Wohn- und Geschäftshaus                           | 1909 von Christian Schuth |      |
| Dudweilerstraße 71                    | Wohn- und Geschäftshaus                           | 1910 von Carl Burgemeister |      |
| Dudweilerstraße 77                    | Wohn- und Geschäftshaus                           | 1919 von Wilhelm Noll |      |
| Dudweilerstraße 87–91                 | Lager- und Ausstellungshalle                      | 1897 von Christian I. Burgemeister |      |

## Echelmeyerpark
| Lage           | Bezeichnung      | Beschreibung | Bild |
| -------------- | ---------------- | --- | ---- |
| Echelmeyerpark | Friedhofskapelle | Der Echelmeyerpark entstand 1923 auf dem Gelände des ehemaligen Friedhofs am Rotenberg. In den Jahren 1844 bis 46 hatte der Architekt Kommunalbaumeister C. Hild auf dem Friedhofsgelände eine kleine Friedhofskapelle errichtet. Der eingeschossige, klassizistische Putzbau besteht aus einem Hauptteil und zwei niedrigen Seitenflügeln mit Eckquaderung und Dreiecksgiebel auf der Schmalseite. Der auffällige mittlere Gebäudeteil ist einem griechischen Tempel nachempfunden und Das Satteldach mit Dreiecksgiebel und Erbauungsjahr wird von einem mächtigen Architrav mit Gebälk gehalten, der an der Front von kannelierten Rundsäulen dorischer Ordnung getragen wird. |      |

## Evangelisch-Kirch-Straße
| Lage                        | Bezeichnung                                | Beschreibung | Bild |
| --------------------------- | ------------------------------------------ | --- | ---- |
| Evangelisch-Kirch-Straße    | Reste der spätmittelalterlichen Stadtmauer | Umbau 1680 |      |
| Evangelisch-Kirch-Straße 6  | Wohnhaus mit Metzgerei                     | um 1738, mehrfache Umbauten |      |
| Evangelisch-Kirch-Straße 29 | Alte evangelische Kirche Saarbrücken       | Die Kirche wurde in den Jahren 1725 bis 1727 nach Entwürfen des Architekten Jost Bager erbaut. 1753/54 wurde das Kirchengebäude um eine Sakristei erweitert, 1775 wurde sie umgebaut und erhielt ein neues Gestühl. Nach Beschädigungen im Zweiten Weltkrieg stürzte das Bauwerk im Winter 1945/46 ein. Der Architekt Rudolf Krüger baute das Gotteshaus in den Jahren 1950 bis 1953 wieder auf. Das Gebäudeäußere wurde dabei nur leicht verändert, im Inneren zog Bürger in den Saal zwei Massivdecken ein und richtete Mehrzweckräume ein. Bis zur Zerstörung der Kirche war die Kanzel der geraden Abschlusswand des Chores vorgesetzt. Emporen zogen sich hufeisenförmig um den Raum. Ursprünglich lagen die beiden Portale in der Mitte des Langhauses. Der geostete Saalbau mit Satteldach besitzt auf der Westseite ein Portal, das in einem nahezu vollständig eingezogenen Turm aus Sandstein liegt. Links und rechts des Turmes ist die Fassade verputzt und hebt den unverputzten Turm so optisch hervor. Das Langhaus besitzt sechs Fensterachsen, die zweigeteilt sind. Im unteren Bereich sitzt ein nahezu quadratisches Fenster mit Sandsteinlaibung. Darüber sind hochgezogenen Fenster mit Rundbogen angebracht. Im Osten schließt ein Chor mit dreiseitigem Schluss das Gebäude ab. |      |

## Fassstraße
| Lage         | Bezeichnung     | Beschreibung                                                           | Bild |
| ------------ | --------------- | ---------------------------------------------------------------------- | ---- |
| Fassstraße 1 | Ökonomiegebäude | 18. Jh., im 19. Jh. Brauereigebäude, 1874–75 Umbau zum Wohn-/Mietshaus |      |

## Försterstraße
| Lage                   | Bezeichnung                             | Beschreibung | Bild |
| ---------------------- | --------------------------------------- | --- | ---- |
| Försterstraße 6/8      | Jugendzentrum Försterstraße             | Das heutige Jugendzentrum wurde 1920 von Franz Kaiser als Bürogebäude der Allgemeinen Ortskrankenkasse errichtet. Das Haus Nr. 8 enthält dabei noch den Kern seines Vorgängergebäudes von 1897. Im Jahr 1973 zog die AOK in ein neues und größeres Gebäude in der Halbergstraße. 1978 zog hier das Jugendzentrum ein. Der traufständige, dreigeschossige Putzbau besitzt ein hohes Erdgeschoss mit abschließendem Gesims. Zwei Eckrisaliten mit geschweiftem Giebel ragen hervor und nehmen im Erdgeschoss zwei Rundbogenportale auf. In der dritten von sechs Achsen sitzt im Erdgeschoss ein weiterer Zugang, der von zwei kannelierten Doppelpilastern gerahmt wird. Die Fensterachsen sind durch Lisetten getrennt und bestehen aus je frei schmalen hochrechteckigen Fenstern. Rosetten und Ornamentfelder über den Fenstern im zweiten Obergeschoss schmücken den Bau mit Mansarddach zusätzlich. |      |
| Försterstraße 9        | Wohnhaus                                | 1871 von Carl Eduard Dörr |      |
| Försterstraße 10       | Wohnhaus                                | 1896 von Joseph jun. Stürmer |      |
| Försterstraße 11/13/15 | Wohn- und Geschäftshaus                 | 1896–97 |      |
| Försterstraße 12       | Wohnhaus                                | 1897 von Joseph jun. Stürmer |      |
| Försterstraße 14       | Wohnhaus                                | 1893 von Joseph jun. Stürmer |      |
| Försterstraße 16       | Wohnhaus                                | 1894 von Joseph jun. (?) Stürmer |      |
| Försterstraße 29       | Wohn- und Geschäftshaus mit Ausstattung | 1909 von Heidt |      |
| Försterstraße 30       | Wohn- und Geschäftshaus                 | 1903 von Heinrich Güth |      |
| Försterstraße 41       | Wohnhaus                                | 1907 von Karl Brugger |      |
| Försterstraße 44       | Wohn- und Geschäftshaus                 | 1912 von Ludwig Nobis |      |

## Fröschengasse
| Lage                     | Bezeichnung                                         | Beschreibung                                                         | Bild |
| ------------------------ | --------------------------------------------------- | -------------------------------------------------------------------- | ---- |
| Fröschengasse            | Reste der spätmittelalterlichen Stadtmauer          | Umbau 1680                                                           |      |
| Fröschengasse 2          | Wohnhaus                                            | um 1872, Instandsetzung nach Kriegsschäden 1944, 1978–79 Umbau innen |      |
| Fröschengasse 13, 15, 17 | Rückgebäude des Anwesens St. Johanner Markt Nr. 7–9 |                                                                      |      |
| Fröschengasse 19         | Rückgebäude des Anwesens St. Johanner Markt 5       |                                                                      |      |

## Fürstenstraße
| Lage              | Bezeichnung                     | Beschreibung | Bild |
| ----------------- | ------------------------------- | --- | ---- |
| Fürstenstraße 5/7 | zwei Miets- und Geschäftshäuser | Die beiden Gebäude wurden 1897 von Wilhelm Hector für den Trierer Kaplan und Zeitungsverleger Friedrich Georg Dasbach errichtet. Das Haus Nr. 5 war Geschäftshaus und Buchdruckerei der St. Johannes Volkszeitung. Mehrfach wurden die Gebäude verändert: 1971/72 und 1983/84 fanden umfassende Umbauten statt. Beide Gebäude besitzen im Erdgeschoss aus Sandstein mit einem Sockel, der teilweise mit den Sohlbänken im Obergeschoss verkröpft ist. Die Fassaden des ersten und zweiten Obergeschoss sind aus ockerfarbenen Klinkensteinen errichtet und mit Sandsteinrustika aufgelockert. Übenden Fenstern des ersten Obergeschosses sitzen gemauerte Blendbögen, in deren Feldern figürlicher und Muschelschmuck sitzt. Im Gebäude Nr. 5 sitzt ein Zwerchhaus mit Dreiecksgiebel. Der Eingang zu beiden Häusern wird gemeinsam genutzt und is durch eine spitz verovrragende Verzauberung betont. Diese endet in einem schmalen Zwerchhaus mit geschweiftem Giebel und rundbogigem Feld. |      |

## Geibelstraße
| Lage              | Bezeichnung | Beschreibung                                         | Bild |
| ----------------- | ----------- | ---------------------------------------------------- | ---- |
| Geibelstraße 3/5  | Villa       | 1912 von Ludwig C. Braun, seitl. Altananbau von 1926 |      |
| Geibelstraße 4    | Wohnhaus    | 1922–24 von Kurt Witzschel                           |      |
| Geibelstraße 6    | Villa       | 1923/24 von Oskar Ruthemann und August Rahfeld       |      |
| Geibelstraße 8    | Wohnhaus    | 1935 von August Kohlmaier                            |      |
| Geibelstraße 9/11 | Doppelvilla | 1923 von Kurt Witzschel                              |      |
| Geibelstraße 10   | Wohnhaus    | 1924 von Christian Towae                             |      |

## Gerberstraße
| Lage            | Bezeichnung                                                           | Beschreibung | Bild |
| --------------- | --------------------------------------------------------------------- | --- | ---- |
| Gerberstraße 7  | Wohnhaus                                                              | 1. Viertel 19. Jh., Umbau 1901 von Josef Stürmer, 1980 Umbau innen                                                           |      |
| Gerberstraße 17 | Wohn- und Geschäftshaus                                               | 1939–43 von Heinrich Glückert, Umbau und Aufstockung 1954–56 von Peter Paul Seeberger, figurales Wandbild von Kaster 1950–60 |      |
| Gerberstraße 19 | Wohnhaus mit integrierter Scheune (Futterraum) und kleinem Ladenanbau | um 1883 als Ökonomie- und Wohnhaus von Christian Burgemeister, um 1950 Instandsetzung und Geschäftseinbau                    |      |
| Gerberstraße 27 | Wohnhaus                                                              | um 1875 von Gustav Schmoll, Erweiterung um 1888 von Gustav Schmoll, 1956–57 Umbau                                            |      |
| Gerberstraße 31 | kath. Pfarrhaus und Wandelhalle mit Grabepitaph                       | von 1772, um 1907 von Gustav Schmoll gen. Eyssenwerth, Sanierung Wandelhalle 1975–76                                         |      |
| Gerberstraße 35 | Gerber- und Schulhaus, Schule                                         | um 1864, mehrfache Umnutzung, 1938 Umbau innen, um 1976 Erneuerung innen, seit 1988 kath. Pfarrzentrum St. Johann            |      |
| Gerberstraße 37 | Wohnhaus                                                              | 4. Viertel 18. Jh./ 1. Viertel 19. Jh., Ladeneinbau 2. Hälfte 19. Jh., mehrfache Umbauten                                    |      |
| Gerberstraße 44 | Kindergarten                                                          | 1909 von Wilhelm Noll |      |

## Goethestraße
| Lage            | Bezeichnung | Beschreibung                              | Bild |
| --------------- | ----------- | ----------------------------------------- | ---- |
| Goethestraße 7  | Doppelvilla | 1899 von Ludwig Hermann Schmidt           |      |
| Goethestraße 10 | Wohnhaus    | 1898 von Kurt Witzschel und Alwin Heinker |      |

## Graf-Johann-Straße
| Lage                   | Bezeichnung                                       | Beschreibung                                                                                   | Bild |
| ---------------------- | ------------------------------------------------- | ---------------------------------------------------------------------------------------------- | ---- |
| Graf-Johann-Straße 2/4 | Wohnhaus                                          | 1914 von Moritz Gombert, Umbau 1984                                                            |      |
| Graf-Johann-Straße 16  | Wohnhaus                                          | , 1903 von Albert Eichbaum, Umbauten 1929, 1964 und 1994                                       |      |
| Graf-Johann-Straße 18  | Villa                                             | 1903 von Albert Eichbaum, Anbau von 1994                                                       |      |
| Graf-Johann-Straße 20  | Villa                                             | 1904 von Carl Burgemeister                                                                     |      |
| Graf-Johann-Straße 21  | Wohnhaus                                          | 1905 von Carl Burgemeister                                                                     |      |
| Graf-Johann-Straße 22  | Villa                                             | 1903 von Carl Burgemeister                                                                     |      |
| Graf-Johann-Straße 23  | Wohnhaus                                          | 1906 von Carl Burgemeister, 1994 Sanierung und partieller Abriss der rückwärtigen Flügelbauten |      |
| Graf-Johann-Straße 30  | Wohnhaus mit Ausstattung und Vorgarteneinfriedung | 1910–11 von Christian Burgemeister                                                             |      |

## Großherzog-Friedrich-Straße
| Lage                                        | Bezeichnung                        | Beschreibung | Bild |
| ------------------------------------------- | ---------------------------------- | --- | ---- |
| Großherzog-Friedrich-Straße 39              | Wohnhaus                           | 1902 von Wilhelm Noll |      |
| Großherzog-Friedrich-Straße 45              | Wohnhaus                           | 1895 von H. Schmidt |      |
| Großherzog-Friedrich-Straße 46              | Paul-Marien-Stift, ev. Krankenhaus | Das Gebäude wurde 1878 von Gustav Schmoll genannt Eyssenwerth erbaut und 1924 von Albert Deesz aufgestockt. 1894 überführten Emil Haldy und seine Frau nach dem frühen Tode ihrer Kinder Paul und Maria einen Teil ihres Vermögens in eine Stiftung und schenkten die als Wohnhaus geplante Villa der Evangelischen Kirchengemeinde St. Johann, die das Haus als Alters- und Waisenheim nutzte. In den Jahren 1988 bis 1992 wurde es umfassend umgebaut. Der Bau wurde in klassizistischen Formen ausgeführt und besitzt einen U-förmigen Grundriss. Der zur Straße hin vorspringenden Mittelbau wird von zwei längsrechteckigen, gegenüber dem Mittelbau zurücktretenden Flügeln flankiert. Hinter dem Mittelbau verbindet ein eingeschossiger Wintergarten die Seitengebäude. Die Straßenfassade gliedert sich in zwei einachsige Rücklagen der Seitenflügel und den einem Mittelrisalit ähnlichen dreiachsigen Mittelbau mit Übersiedelung. Ecklisenen, Geschossgesimse und Fenstergesimse gliedern die Fassaden der Villa. Das Sockelgeschoss wurde aus Sandstein erbaut und schließt mit einem Gesims ab. Alle Fenster besitzen auskragende gerade Verdachungen. Die Fenster im 1. Obergeschoss des Mittelbaus besitzen zwischen Geschoss- und Fenstergesims breite Sandsteinfriese. Man betritt das Gebäude über ein Rundbogenportal mit Schlussstein, das von einer Ädikula toskanischer Ordnung eingefasst wird. Der Bau wird durch ein umlaufendes Kranzgesims abgeschlossen. Die Seitenflügel sind mit Flachdächern, der Mittelbau mit einem flachen Walmdach gedeckt. |      |
| Großherzog-Friedrich-Straße 47              | Wohnhaus                           | 1903 von Wilhelm Noll |      |
| Großherzog-Friedrich-Straße 60              | Wohnhaus                           | 1901–02 von Heinrich Güth |      |
| Großherzog-Friedrich-Straße 63              | Wohnhaus                           | 1910 von Albert Deesz |      |
| Großherzog-Friedrich-Straße 70              | Wohnhaus                           | 1910 von Wilhelm Noll |      |
| Großherzog-Friedrich-Straße 72              | Wohnhaus                           | 1909 von Wilhelm Noll |      |
| Großherzog-Friedrich-Straße 74              | Wohn- und Geschäftshaus            | 1925 von Bruno Daum |      |
| Großherzog-Friedrich-Straße 96              | Wohnhaus                           | 1936 von Heinrich Müller |      |
| Großherzog-Friedrich-Straße 98              | Wohnhaus                           | 1928 von Wilhelm Reßmann |      |
| Großherzog-Friedrich-Straße 99              | Wohnh- und Lagerhaus               | Bürogebäude, 1906 von Otto Büch |      |
| Großherzog-Friedrich-Straße 100             | Wohnhaus                           | 1928 von Wilhelm Reßmann |      |
| Großherzog-Friedrich-Straße 102             | Wohnhaus                           | 1927 von Karl Kremer und Theodor Schröer |      |
| Großherzog-Friedrich-Straße 104             | Wohnhaus                           | 1928 von Max Stadelmann |      |
| Großherzog-Friedrich-Straße 109             | Wohnhaus                           | 1904 von Joh. Keller |      |
| Großherzog-Friedrich-Straße 110             | Wohnhaus                           | 1910 von Chr. Burgemeister |      |
| Großherzog-Friedrich-Straße 111a            | Wohnhaus                           | 1929–31 von Hermann Kopf und Richard Rosprich |      |
| Großherzog-Friedrich-Straße 113             | Wohnhaus                           | 1928 von A. Becker |      |
| Großherzog-Friedrich-Straße 115             | Wohnhaus                           | 1928 von A. Becker |      |
| Großherzog-Friedrich-Straße 117             | Wohnhaus                           | 1928 von Heinrich Andr |      |
| Großherzog-Friedrich-Straße 119             | Wohnhaus                           | 1928 von Heinrich Andr |      |
| Großherzog-Friedrich-Straße 125/125a/127    | Wohnhäuser für Staatsbeamte        | 1926 von Klein |      |
| Großherzog-Friedrich-Straße 129             | Wohnhaus                           | 1908 von Philipp Burgemeister, Aufstockung 1952 |      |
| Großherzog-Friedrich-Straße 131             | Wohnhaus                           | 1910 von Josef Finck |      |
| Großherzog-Friedrich-Straße 132/134/136/138 | Wohnhäuser für Staatsbeamte        | 1927 von Biel |      |
| Großherzog-Friedrich-Straße 133             | Wohnhaus                           | 1911 von Wilhelm Noll und Finck |      |
| Großherzog-Friedrich-Straße 140             | Wohnhaus                           | 1912 von Philipp Schmitt, Dachausbau von 1994 |      |
| Großherzog-Friedrich-Straße 142             | Wohnhaus                           | 1912 von Philipp Schmitt |      |
| Großherzog-Friedrich-Straße 144             | Wohnhaus                           | 1914 von Philipp Schmitt, 1988 Wiederherstellung Wohnung |      |
| Großherzog-Friedrich-Straße 146             | Wohnhaus                           | 1911 von Georg Keller |      |
| Großherzog-Friedrich-Straße 148             | Wohnhaus                           | |      |

## Guerickestraße
| Lage                   | Bezeichnung                  | Beschreibung          | Bild |
| ---------------------- | ---------------------------- | --------------------- | ---- |
| Guerickestraße 90, 90a | Wohnhaus und Architekturbüro | 1954 von August Weber |      |

## Gustav-Bruch-Straße
| Lage                   | Bezeichnung | Beschreibung           | Bild |
| ---------------------- | ----------- | ---------------------- | ---- |
| Gustav-Bruch-Straße 7  | Villa       | 1911 von Wilhelm Noll  |      |
| Gustav-Bruch-Straße 15 | Villa       | 1913 von Fritz Baucke  |      |
| Gustav-Bruch-Straße 24 | Villa       | 1910 von Johann Keller |      |

## Hafenstraße
| Lage           | Bezeichnung                   | Beschreibung | Bild |
| -------------- | ----------------------------- | --- | ---- |
| Hafenstraße 12 | Congresshalle mit Ausstattung | Die Kongresshalle wurde in den Jahren 1962 bis 1968 von Dieter Oesterlen und 1995 erweitert. Die Metallkunst stammt von dem Künstler Fritz Kühn. Das Gebäude besteht aus dem zentralen großen Saal der ganz in Holz ausgeführt ist und mehreren kleineren Sälen. Der große Saal biete mit dem Parkett und einer hufeisenförmigen Empore bis zu 1918 Personen Platz. |      |

## Halbergstraße
| Lage                                     | Bezeichnung                     | Beschreibung            | Bild |
| ---------------------------------------- | ------------------------------- | ----------------------- | ---- |
| Halbergstraße 70, 72, 74, 76, 78, 80, 82 | Wohnanlage                      | 1929 von Biel           |      |
| Halbergstraße 112                        | Deutsch-Französisches Gymnasium | 1949 von Pierre Lefèvre |      |

## Haldystraße
| Lage           | Bezeichnung  | Beschreibung            | Bild |
| -------------- | ------------ | ----------------------- | ---- |
| Haldystraße 1b | Villa Hirsch | 1924 von Rudolf Seifert |      |
| Haldystraße 6  | Wohnhaus     | 1928                    |      |

## Heinestraße
| Lage              | Bezeichnung           | Beschreibung                           | Bild |
| ----------------- | --------------------- | -------------------------------------- | ---- |
| Heinestraße 3/5   | Doppelvilla           | 1910 von Ludwig C. Braun               |      |
| Heinestraße 6/8   | Doppelvilla           | 1910/11 von Christian Burgemeister     |      |
| Heinestraße 7/9   | Doppelvilla           | 1923 von Wilhelm Behrens               |      |
| Heinestraße 10    | Villa mit Ausstattung | 1924 von Bloch und Guggenheimer        |      |
| Heinestraße 11/13 | Doppelvilla           | 1910 von Hermann Kopf und Rudolf Uebel |      |
| Heinestraße 12/14 | Doppelwohnhaus        | 1924 von Kurt Witzschel                |      |
| Heinestraße 20    | Doppelvilla           | 1924 von Emil Engel                    |      |

## Heinrich-Böcking-Straße
| Lage                       | Bezeichnung           | Beschreibung                    | Bild |
| -------------------------- | --------------------- | ------------------------------- | ---- |
| Heinrich-Böcking-Straße 7  | Villa                 | 1910 von Christian Burgemeister |      |
| Heinrich-Böcking-Straße 13 | Büro- und Wohngebäude | 1911–12 von Franz Kaiser        |      |
| Heinrich-Böcking-Straße 15 | Mehrfamilienhaus      | 1911 von Franz Kaiser           |      |

## Hellwigstraße
| Lage                    | Bezeichnung                    | Beschreibung         | Bild |
| ----------------------- | ------------------------------ | -------------------- | ---- |
| Hellwigstraße 7/9/11/13 | Wohnanlage                     | 1927 von Biel        |      |
| Hellwigstraße 17/19     | Doppelwohnhaus für Professoren | 1951 von Marcel Roux |      |

## Herbergsgasse
| Lage              | Bezeichnung | Beschreibung           | Bild |
| ----------------- | ----------- | ---------------------- | ---- |
| Herbergsgasse 6/8 | Wohnhaus    | um 1863, Umbau 1978–79 |      |

## Hermann-Neuberger-Sportschule
| Lage                          | Bezeichnung                                                    | Beschreibung                  | Bild |
| ----------------------------- | -------------------------------------------------------------- | ----------------------------- | ---- |
| Hermann-Neuberger-Sportschule | Landessportschule, Eingangstrakt und Turnhalle mit Ausstattung | um 1955 von Friedrich Ahammer |      |
| Hermann-Neuberger-Sportschule | Drei Unterkunftshäuser der Landessportschule                   | um 1955 von Friedrich Ahammer |      |

## Johannisstraße
| Lage                | Bezeichnung             | Beschreibung                        | Bild |
| ------------------- | ----------------------- | ----------------------------------- | ---- |
| Johannisstraße 1    | Wohnhaus                | 1912 von Christian II. Burgemeister |      |
| Johannisstraße 3/3a | Wohn- und Geschäftshaus | 1927 von Fritz Hache                |      |
| Johannisstraße 5    | Wohnhaus                | um 1900                             |      |

## Kaiserstraße
| Lage             | Bezeichnung             | Beschreibung                              | Bild |
| ---------------- | ----------------------- | ----------------------------------------- | ---- |
| Kaiserstraße 26a | Wohn- und Geschäftshaus | 1898 von Alwin Heinker und Kurt Witzschel |      |
| Kaiserstraße 26b | Wohn- und Geschäftshaus | 1899 von Karl Brugger                     |      |
| Kaiserstraße 28  | Wohn- und Geschäftshaus | 1898 von Johann Keller                    |      |

## Kaltenbachstraße
| Lage                | Bezeichnung         | Beschreibung                                                                  | Bild |
| ------------------- | ------------------- | ----------------------------------------------------------------------------- | ---- |
| Kaltenbachstraße 1  | Wohnhaus            | vor 1870, Umgestaltung um 1878, Umbau von 1919–20                             |      |
| Kaltenbachstraße 3  | Wohnhaus            | 18. Jh., Aufstockung vor 1870, Ladeneinbau von 1909                           |      |
| Kaltenbachstraße 5  | Geschäftshaus       | 1875 von Heinrich Werner                                                      |      |
| Kaltenbachstraße 6  | Geschäftshaus       | 1897–99 von C. Burgemeister, Umbau und Sanierung 1983–84                      |      |
| Kaltenbachstraße 11 | Ökonomiegebäude     | nach 1835, Anbau an Nachbarhaus im 2. Drittel 19. Jh., 4. Viertel 19. Jh.     |      |
| Kaltenbachstraße 15 | Geschäftshaus       | 1893–94 von Carl Schultheiß, Umbau und Sanierung 1986                         |      |
| Kaltenbachstraße 17 | Kleines Traufenhaus | 18. Jh., Aufstockung 1872–73, Ladenlokal 4. Viertel 19. Jh., Umbau innen 1966 |      |

## Kappenstraße
| Lage            | Bezeichnung                      | Beschreibung                                                                     | Bild |
| --------------- | -------------------------------- | -------------------------------------------------------------------------------- | ---- |
| Kappenstraße 1  | Geschäftshaus                    | 1890–91 von C. Burgemeister, Umbau und Sanierung 1988                            |      |
| Kappenstraße 3  | Geschäftshaus, Torfahrthaus      | 4. Viertel 19. Jh.                                                               |      |
| Kappenstraße 7  | Wohnhaus                         | 3. Viertel 19. Jh., Umbauten und Entkernung 1975 und 1986–87                     |      |
| Kappenstraße 8  | Wohn- und Geschäftshaus          | 1899 von Joh. Karl Heidt                                                         |      |
| Kappenstraße 9  | Wohn- und Geschäftshaus          | um 1893, seit 1896 Gaststätte, Umbau 1984–85                                     |      |
| Kappenstraße 12 | Haus „Die drei Tauben“, Wohnhaus | 2. Hälfte 18. Jh./1. Viertel 19. Jh., im 19. Jh. Gaststätte, 1974 Instandsetzung |      |
| Kappenstraße 14 | Wohnhaus                         | 1. Viertel 18. Jh., Umbau 1872                                                   |      |
| Kappenstraße 16 | Wohn- und Geschäftshaus          | um 1881                                                                          |      |

## Karcherstraße
| Lage             | Bezeichnung             | Beschreibung | Bild |
| ---------------- | ----------------------- | --- | ---- |
| Karcherstraße 4  | Wohnhaus                | 1902 von Adolf Henne |      |
| Karcherstraße 5  | Polizeirevier           | Der fünfgeschossige Putzbau wurde 1925 von den Architekten Karl Kremer und Theodor Schröer als Kaufhaus für die Firma Simon und Bloch erbaut und später als Korsettfabrik genutzt. Seit 1953 ist es Dienstsitz des Polizeireviers für die Saarbrücker Innenstadt. Mächtige quadratische Eckrisalite betonen die starke Gliederung des Gebäudes durch Lisenen. Breite Lisenen trennen die zu je zwei Achsen zusammengefassten Fenster. Im obersten Geschoss enden diese Lisenen in einer Konsole, auf der Figuren stehen. Das oberste Geschoss wurde zurückgesetzt und nimmt im vorderen Teil eine Dachschräge auf. Die Fenster im Erdgeschoss sind nahezu quadratisch mit profilierter Verdachung, die ein kleines Dreiecksgiebelchen aufnimmt. |      |
| Karcherstraße 12 | Wohnhaus                | 1907 von Heinrich Güth |      |
| Karcherstraße 13 | Wohn- und Bürohaus      | 1907 von Wilhelm Noll |      |
| Karcherstraße 14 | Wohn- und Bürohaus      | 1906 von Wilhelm Noll |      |
| Karcherstraße 15 | Hotel                   | 1906 von Moritz Gombert |      |
| Karcherstraße 16 | Wohn- und Bürohaus      | 1907 von Wilhelm Noll |      |
| Karcherstraße 17 | Wohn- und Geschäftshaus | 1907 von Wilhelm Noll |      |
| Karcherstraße 18 | Wohn- und Bürohaus      | 1903 von Wilhelm Noll |      |

## Karl-Marx-Straße
| Lage               | Bezeichnung               | Beschreibung | Bild |
| ------------------ | ------------------------- | --- | ---- |
| Karl-Marx-Straße 4 | Bank für Gemeinwirtschaft | Das sechsgeschossige Bankgebäude wurde 1967 von den Architekten Dietz, Grothe und Heil auf einem Eckgrundstück errichtet. Im Zentrum des zweiflügelig abknickenden Gebäudes steht die eingeschossige Kassenhalle, die sich vor das Gebäude schiebt. Darüber erhebt sich ein zurückgesetzter Oberbau, der seitlich über die Halle hinausragt. Die Fassade wird von dunklen Granitplatten verkleidet, die zwischen vertikalen Aluminiumstreben sitzen. Fenster und Brüstungsbänder gliedern den bau horizontal und rastern ihn so. Im Obergeschoss waren ursprünglich zwei Wohnungen untergebracht. |      |

## Karlstraße
| Lage          | Bezeichnung | Beschreibung                                                                         | Bild |
| ------------- | ----------- | ------------------------------------------------------------------------------------ | ---- |
| Karlstraße 3  | Schule      | 1896 von Wilhelm Franz als Erweiterungsbau zur Bismarckschule, 1892 Umbau zum Museum |      |
| Karlstraße 8  | Wohnhaus    | 1874 von Gustav Schmoll, spätere Aufstockung                                         |      |
| Karlstraße 10 | Wohnhaus    | 1898 von Johann Keller                                                               |      |

## Katholisch-Kirch-Straße
| Lage                          | Bezeichnung                                         | Beschreibung | Bild |
| ----------------------------- | --------------------------------------------------- | --- | ---- |
| Katholisch-Kirch-Straße       | Reste der spätmittelalterlichen Stadtmauer          | Umbau 1680 |      |
| Katholisch-Kirch-Straße 1     | Torbogen von Silbereisenhaus                        | 2. Viertel 18. Jh., 1972 Neubau |      |
| Katholisch-Kirch-Straße 1a    | Wohn- und Geschäftshaus                             | 1878–79, Aufstockung und Erweiterung 1892–93, Umbauten Innen 1971–72, Sanierung außen 1987–88 |      |
| Katholisch-Kirch-Straße 8     | Säuglingsmilchküche des Städtischen Wohlfahrtsamtes | 1954–55 von Peter Paul Seeberger |      |
| Katholisch-Kirch-Straße 10/12 | Mehrfamilienwohnhäuser, Geschäftshaus               | 1939–43 von Heinrich Glückert |      |
| Katholisch-Kirch-Straße 13    | Wohnhaus,                                           | 18. Jh., mit Hintergebäude aus dem 16. Jh., Sanierung innen und außen komplett: 2010 bis Jan. 2012 |      |
| Katholisch-Kirch-Straße 14    | Wohnhaus                                            | um 1600, spätere Veränderungen (Fassade) |      |
| Katholisch-Kirch-Straße 17    | Wohn- und Geschäftshaus mit Toreinfahrt             | um 1873, Umbauten 1927 |      |
| Katholisch-Kirch-Straße 19    | Wohn- und Geschäftshaus                             | 1898 von Alwin Heinker und Kurt Witzschel, Umbau 1996 |      |
| Katholisch-Kirch-Straße 22    | Wohnhaus                                            | 17. Jh. |      |
| Katholisch-Kirch-Straße 26    | Kath. Basilika St. Johann                           | Die Sandsteinbasilika wurde in den Jahren 1754 bis 1758 von Friedrich Joachim Stengel erbaut und 1907 von Gustav Schmoll um eine oktogonale Sakristei, eine seitl. Galerie und eine Umfassungsmauer erweitert. Das Kirchenschiff mit sechs Achsen besitzt an Westseite ein Portal mit Rundbogen und darüber liegendem Okulus. Der Turm der Kirche ist in die Fassade der Vorderfront integriert. Das oberste Geschoss des Turmes ist leicht zurückgesetzt und besitzt gefaste Ecken und eine barocke Haube. Lisenen und Ornamentfelder schmücken das Äußere des Kirchengebäudes. |      |

## Kohlweg
| Lage       | Bezeichnung                                           | Beschreibung | Bild |
| ---------- | ----------------------------------------------------- | --- | ---- |
| Kohlweg 7  | Villa Röchling mit Kutscherhaus, Park und Einfriedung | Die ehemalige Villa des Bankiers Eduard Röchling wurde 1913 nach Plänen der Architekten Karl Brugger und Rudolf Seifert auf einem parkähnlichen Grundstück mit einem kleinen Kutscherhaus errichtet. 1927 wurde das Haus an die Stadt übertragen, die hier ein Kindererholungsheim einrichtete. Nach dem Krieg wurde die Villa zunächst als Altenheim genutzt. Dazu hatte Oberbaurat Paul Seeberger das Haus zwischen 1952 und 1954 umgebaut. Zudem fügte er an das Haus einen langgestreckten, zweigeschossigen Bau an. Nach der Schließung des Altersheims stand das Gebäudeensemble lange Zeit leer. Das Saarland übernahm 1983 die Villa und richtete ein deutsch-französisches Internat ein. Seit 2006 ist das Haus Verwaltungssitz der Deutsch-Französischen Hochschule. Die zweigeschossige Villa mit abgewalmtem Mansarddach liegt in Nord-Süd-Richtung in einem großzügigen Park mit altem Baumbestand. Während die Vorderseite von einem Mittelrisalit beherrscht wird, ist auf der Rückseite eine runde Auslucht vor einer großen Terrasse bestimmend für die Fassade. Das Kutscherhaus ist ein Anbau an die Frontseite der Villa im Nordosten. Der schlichte Anbau aus den 1950er Jahren liegt im Südwesten des Altbaus und ist zweigeschossig mit einem flachen Walmdach. |      |
| Kohlweg 18 | Villa                                                 | Die repräsentative Villa wurde 1924 nach Plänen des Architekten Christian Towae für den Kaufmann Heinrich Lampert erbaut. Nach dem Zweiten Weltkrieg nutzte die französische Verwaltung das Gebäude für die Staatliche Hochschule für Musik. In den 1970er Jahren war die Villa Sitz der Verwaltung der Fachhochschule für Sozialpädagogik und wird seit 1993 als Haus der Bauwirtschaft von verschiedenen Bau-Fachverbänden genutzt. Die Villa wurde über einem hufeisenförmigen Grundriss errichtet. Der Haupttrakt des zweigeschossigen Baus mit geschweiftem Mansardendach besitzt mehrere unterschiedlich gestaltete Erker. Die ursprünglich symmetrische Schaufassade zum kleinen Park wurde durch Abriss eines runden Erkers inzwischen verändert und ist mit Lisenen und einem Gurtgesims gegliedert. |      |
| Kohlweg 42 | Kath. Kirche Maria Königin                            | Das Kirchengebäude wurde in den Jahren 1956 bis 1959 nach Entwürfen von Rudolf Schwarz errichtet. Das Gotteshaus wurde aus rotbraunem Sandstein errichtet und blieb unverputzt. Das tragende Gerüst wird im Innenraum sichtbar. Die mächtigen Pfeiler und das Versteifungskreuz der Vierung, sowie die Unterzüge der Dachkonstruktion sind aus Stahlbeton. Die großen Fenster der Kirche werden von weitgeschwungenen Betonrahmen und kräftigen Pfosten getragen. Der Grundriss der Kirche wird aus zwei sich kreuzenden, verschieden langen Ellipsoiden mit senkrecht aufeinandertreffenden Achsen gebildet. Drei der so entstandenen Teilellipsen sind gleich groß, eine vierte Teilellipse im Westen ist lang gestreckter. So entsteht ein lateinisches Kreuz mit gerundeten Armen. Der gedrungenen Kirchturm steht etwas abseits und ist über einen Verbindungsbau an die Kirche angeschlossen. |      |

## Kronenstraße
| Lage           | Bezeichnung | Beschreibung | Bild |
| -------------- | ----------- | --- | ---- |
| Kronenstraße 1 | Wohnhaus    | um 1855 |      |
| Kronenstraße 2 | Mietshaus,  | 1894 Vorderhaus von Josef Stürmer, Umbau 1979–80, rückseitig tonnengewölbter Einraumkeller des 17. Jh. erhalten |      |

## Landwehrplatz
| Lage            | Bezeichnung                                                   | Beschreibung | Bild |
| --------------- | ------------------------------------------------------------- | --- | ---- |
| Landwehrplatz 1 | Alte Feuerwache, Städtische Turnhalle mit Feuerwehrgerätehaus | Die alte Feuerwache der Stadt wurde 1896 von dem Stadtbaumeister Wilhelm Franz errichtet und diente noch bis 1982 als Turnhalle. Im selben Jahr noch wurde das Gebäude Spielort des Saarländischen Staatstheaters. Das zentrale Gebäude besitzt ein Tonnendach. Die Front mit Rundbogen wurde im historisierenden Stil errichtet. Mächtige Tore mit Segmentbögen bilden die Achsen des Erdgeschosses. Darüber liegen in Blendfeldern aus Sandstein die Fenster mit gotisierenden Achtpassfenstern. Mächtige gequaderte Lisenen begrenzen den Bau. |      |
| Landwehrplatz 2 | Dienstgebäude                                                 | 1895 von Hugo Tormin |      |
| Landwehrplatz 3 | Otto-Hahn-Gymnasium                                           | Das Otto-Hahn-Gymnasium wurde in den Jahren 1902 bis 1904 Wilhelm Franz für die ehemalige Kgl. Oberrealschule mit Turnhalle, Hofeinfriedung und Direktorenwohnhaus erbaut. 1954 erhielt das Gebäude einen modernen Anbau. Das alte Hauptgebäude aus Sandstein ist dreigeschossig und besitzt einen siebenachsigen Mittelteil mit zwei Seitenflügeln. Im Zentrum des Mittelbaus sitzt in der Fassade ein Risalit mit drei Achsen und Dreiecksgiebel, in dessen Giebelfeld ein Reliefschmuck angebracht wurde. Das Erdgeschoss bietet eine Rustizierung und wird von Segmentbogenfenstern beleuchtet. Ein profiliertes Kranzgesims schließt den Baukörper ab. Die Fenster im ersten Obergeschoss tragen Schlusssteine, die von Relieffeldern geschmückt sind. |      |

## Lessingstraße
| Lage                      | Bezeichnung                                                                | Beschreibung                                                                     | Bild |
| ------------------------- | -------------------------------------------------------------------------- | -------------------------------------------------------------------------------- | ---- |
| Lessingstraße 1           | Wohnhaus                                                                   | 1935 von Heinrich Sievers                                                        |      |
| Lessingstraße 4           | Villa                                                                      | 1905 von Wilhelm Werner und Müller                                               |      |
| Lessingstraße 6           | Villa                                                                      | 1905 von Gustav Schmoll gen. Eyssenwerth, 1925 Anbau und Umbau von Adolf Schmidt |      |
| Lessingstraße 8           | Villa                                                                      | um 1908                                                                          |      |
| Lessingstraße 9           | Doppelwohnhaushälfte (Doppelhausvilla zusammen mit Nr. 11) mit Ausstattung | 1913 von Christian Burgemeister                                                  |      |
| Lessingstraße 10          | Villa                                                                      | 1907 von Wilhelm Werner, Umbau innen 1985 von Ulrich Grümer                      |      |
| Lessingstraße 12          | Villa                                                                      | 1906 von Wilhelm Werner                                                          |      |
| Lessingstraße 14          | Villa mit Ausstattung                                                      | 1904 von Wilhelm Noll                                                            |      |
| Lessingstraße 16          | Villa                                                                      | 1904 von Carl Burgemeister                                                       |      |
| Lessingstraße 18          | Villa                                                                      | 1903 von Albert Deesz                                                            |      |
| Lessingstraße 20          | Villa                                                                      | 1903 von Wilhelm Noll                                                            |      |
| Lessingstraße 20a         | Villa                                                                      | 1909 von Philipp Schmitt                                                         |      |
| Lessingstraße 26          | Wohnhaus                                                                   | 1905 von Carl Burgemeister                                                       |      |
| Lessingstraße 28          | Wohnhaus                                                                   | 1911 von Carl Burgemeister                                                       |      |
| Lessingstraße 36          | Wohn- und Geschäftshaus                                                    | 1909 von Franz Mader                                                             |      |
| Lessingstraße 38          | Wohnhaus                                                                   | 1909 von Franz Mader                                                             |      |
| Lessingstraße 40          | Wohnhaus                                                                   | 1908 von Otto Büch                                                               |      |
| Lessingstraße 41          | Wohn- und Geschäftshaus                                                    | 1914 von Wilhelm Berger                                                          |      |
| Lessingstraße 42          | Wohnhaus                                                                   | 1908 von Otto Büch                                                               |      |
| Lessingstraße 43          | Wohnhaus mit Ausstattung                                                   | 1910 von Alfred Fabian                                                           |      |
| Lessingstraße 44          | Wohnhaus                                                                   | 1908 von Otto Büch                                                               |      |
| Lessingstraße 45          | Wohnhaus                                                                   | 1908 von Josef Fink                                                              |      |
| Lessingstraße 46          | Wohnhaus                                                                   | 1906 von Kieser                                                                  |      |
| Lessingstraße 47          | Wohnhaus                                                                   | 1908 von Josef Fink                                                              |      |
| Lessingstraße 48          | Wohnhaus                                                                   | 1906 von Otto Büch und Kieser                                                    |      |
| Lessingstraße 49          | Wohnhaus                                                                   | 1908 von Wilhelm Noll                                                            |      |
| Lessingstraße 50          | Wohnhaus                                                                   | 1911 von Gebrüder Schwelger                                                      |      |
| Lessingstraße 51          | Wohnhaus                                                                   | 1909 von Georg Keller                                                            |      |
| Lessingstraße 52          | Wohnhaus                                                                   | 1911 von Johannes Zeiger                                                         |      |
| Lessingstraße 53          | Wohn- und Geschäftshaus                                                    | 1911 von Georg Keller                                                            |      |
| Lessingstraße 54/56/58/60 | Wohnanlage                                                                 | 1929 von Biel                                                                    |      |

## Lortzingstraße
| Lage                 | Bezeichnung             | Beschreibung | Bild |
| -------------------- | ----------------------- | --- | ---- |
| Lortzingstraße 8     | Synagoge                | Nachdem das jüdische Sakralgebäude den nationalsozialistischen Brandzerstörungen im Jahr 1938 zum Opfer gefallen und 1939 abgerissen worden war, erbaute der Saarbrücker Architekt Heinrich Sievers in den Jahren 1948 bis 1951 eine neue Synagoge mit 248 Plätzen. Die Saarbrücker Synagoge ist damit die früheste Nachkriegssynagoge auf dem Gebiet des heutigen Deutschland. Der blockartige Baukörper besitzt sieben hohe, schmale Buntglasfenster, die durch eine gemeinsame Sohlbank verbunden sind, und wurde mit hellen quadratischen Kalksteinplatten verkleidet. Die glatte Fassade wird durch drei schmale Bänder aus Kunststein, die sich in der Farbgebung nur leicht vom Kalkstein unterscheiden, horizontal gegliedert. Über dem Haupteingang sitzt ein Rundfenster mit dem farbig verglasten Davidstern. Etwas zurückgesetzt sitzen auf der mit Flachdach gedeckten Synagoge zwei Geschosse mit Wohnungen und Gemeinderäumen auf. |      |
| Lortzingstraße 10/12 | Wohn- und Geschäftshaus | um 1908 von Karl Schultheiß und Lenthe |      |

## Mainzer Straße
| Lage                   | Bezeichnung                                                                           | Beschreibung | Bild |
| ---------------------- | ------------------------------------------------------------------------------------- | --- | ---- |
| Mainzer Straße 1/3     | ehem. Hofanlage mit Wohnhaus                                                          | 1792 von Balthasar Wilhelm Stengel, Umbau 1889 |      |
| Mainzer Straße 2/4     | Gasthaus Horch, Hofanlage                                                             | 1792 von Balthasar Wilhelm Stengel, Umbau 1995 |      |
| Mainzer Straße 5       | Wohnhaus                                                                              | 1804–12 von F. Hochapfel, Aufstockung 1878 und 1992 |      |
| Mainzer Straße 6       | Wohnhaus                                                                              | 1804–12 von F. Hochapfel |      |
| Mainzer Straße 8       | Hofanlage mit Wohnhaus, Stall, Wirtschaftsgebäude, Hofmauer und Toranlage             | um 1806 (Wohnhaus), Umbau 1983–90 |      |
| Mainzer Straße 10      | Wohnhaus mit Marienskulptur in Wandnische                                             | 1812, ab 1907–08 Marienheim, Aufstockung 1930, 1988–91 Umbau zum Hotel |      |
| Mainzer Straße 12      | Wohnhaus                                                                              | 1860 |      |
| Mainzer Straße 22      | Wohn- und Geschäftshaus                                                               | 1896 von Ludwig Hermann Schmidt, 1899 Anbau |      |
| Mainzer Straße 23      | Wohn- und Geschäftshaus                                                               | 1906 von Albert Deesz |      |
| Mainzer Straße 24      | Wohn- und Geschäftshaus                                                               | 1904 von Ludwig Hermann Schmidt |      |
| Mainzer Straße 25      | Wohnhaus                                                                              | 1906 von Emil Pitz |      |
| Mainzer Straße 26      | Wohn- und Geschäftshaus                                                               | 1911 von Hans Heinlein, 1978 Umbau zur Gaststätte |      |
| Mainzer Straße 27      | Wohnhaus                                                                              | 1910 von Wilhelm Noll |      |
| Mainzer Straße 28      | Wohn- und Geschäftshaus                                                               | 1911 von Christian Burgemeister |      |
| Mainzer Straße 29      | Wohn- und Geschäftshaus, Magazingebäude                                               | 1906 Magazingebäude, 1908 Wohnhaus von Carl Burgemeister |      |
| Mainzer Straße 31      | Wohn- und Geschäftshaus                                                               | 1907 von Wilhelm Berger |      |
| Mainzer Straße 33      | Wohn- und Geschäftshaus                                                               | 1912 von Ernst Brandt, Ladenumbau 1994 von Wilhelm Berger |      |
| Mainzer Straße 41      | Wohn- und Geschäftshaus                                                               | 1909 von Paul Wiesent |      |
| Mainzer Straße 48      | Wohn- und Geschäftshaus                                                               | 1913 von Christian Burgemeister |      |
| Mainzer Straße 63      | Wohn- und Geschäftshaus                                                               | 1899 von Hermann Schulz |      |
| Mainzer Straße 67      | Wohn- und Geschäftshaus                                                               | 1911 von Hermann Kopf und Rudolf Uebel |      |
| Mainzer Straße 71      | Wohnhaus                                                                              | 1909 von Hermann Kopf und Rudolf Uebel, Umbau Erdgeschoss von 1953 |      |
| Mainzer Straße 72      | Ferrumhaus der Eisen- und Maschinen-Handelsgesellschaft m.b.H., Büro- und Wohngebäude | 1924 von Otto Büche |      |
| Mainzer Straße 73      | Wohn- und Geschäftshaus                                                               | 1909 von Hermann Kopf und Rudolf Uebel |      |
| Mainzer Straße 84      | Wohnhaus                                                                              | 1901 von Heinrich Güth |      |
| Mainzer Straße 95      | Villa Sehmer (Gästehaus Erfort) nebst Park und Treibhaus                              | 1881 |      |
| Mainzer Straße 103     | Wohn- und Geschäftshaus                                                               | 1929 von Rudolf Brix |      |
| Mainzer Straße 106     | Wohn- und Geschäftshaus                                                               | 1910 von Ph. Schmitt |      |
| Mainzer Straße 110     | Wohn- und Geschäftshaus                                                               | 1910 von Hermann Kopf und Rudolf Uebel |      |
| Mainzer Straße 112     | Wohn- und Geschäftshaus                                                               | 1906 von Wilhelm Werner |      |
| Mainzer Straße 114     | Wohnhaus                                                                              | 1909 von Albert Pitz |      |
| Mainzer Straße 125–127 | Wohn- und Geschäftshaus                                                               | 1929 von Karl Kremer und Theodor Schröer |      |
| Mainzer Straße 131     | Wohn- und Geschäftshaus                                                               | 1907 von Wilhelm Werner |      |
| Mainzer Straße 145     | Wohn- und Geschäftshaus                                                               | 1923 von Karl Rech und Peter Breuer |      |
| Mainzer Straße 201–209 | Büro- und Lagergebäude der Büromöbel-Fabrik Gebr. Becker                              | Die ehemalige Fabrik für Automobilfarben wurde 1934 von Peter H. Gersing erbaut. Bis 1961 wurde das Gebäude mehrfach baulich verändert. Nach dem Ende der Fabrik erwarb die Büromöbel-Fabrik Gebr. Becker den Industriekomplex und nutzten es als Büro- und Lagergebäude. Seit einigen Jahren steht das Gebäude leer und wird immer wieder für kulturelle Veranstaltungen genutzt. Unter Denkmalschutz steht nur der vordere, viergeschossige Teil des Gebäudekomplexes mit den großen, unterteilten Fenstern und der strengen Gliederung. Abgerissen 2017. |      |

## Martin-Luther-Straße
| Lage                     | Bezeichnung                                                                      | Beschreibung | Bild |
| ------------------------ | -------------------------------------------------------------------------------- | --- | ---- |
| Martin-Luther-Straße 2–4 | Verwaltungsgebäude der Landesversicherungsanstalt des Saarlandes mit Ausstattung | Das Gebäude der LVA wurde in den Jahren 1950 bis 1953 von Karl Kremer, Jakob Quirin und Hans Baur errichtet. Der Gebäudekomplex wurde um einen längsrechteckiges, niedriges Gebäude mit Flachdach errichtet. An der Westseite sitzt ein achtgeschossiger Backsteinbau mit strenger Rasterung und vorgesetzter eingeschossiger Eingangshalle. Zwei fünfgeschossige Bauten bilden einen rechten Winkel zur Kreuzung Richard-Wagner-Straße/Egon-Reinert-Straße. Zur Kunst am Bau gehört ein Mosaik im Eingangsbereich von Fritz Zolnhofer, ein Glasmosaik im Treppenhaus von J. Schmitt-Nennig, ein Steinrelief am Außenbau von Theo Siegle. Außerdem befindet sich im Foyer ein transloziertes Mosaik-Triptychon aus dem Jahr 1954 von Zolnhofer. |      |
| Martin-Luther-Straße 20  | Parfümeriefabrik                                                                 | Das siebenachsige Gebäude wurde 1929 von Peter Weiß als Fabrik erbaut und beherbergt heute Büros. Die Fassade des Putzbaus wird von zwei breiten Eckrisaliten beherrscht, die im Hochparterre durch Bänderrustika verziert werden. Die beiden unteren Geschosse und die beiden oberen Geschosse werden durch ein mächtiges, weit auskragendes Gesims getrennt. Der Eingang mit Oberlicht wird durch zwei kannelierte, halbrunde Pilaster gesäumt, die ein Gebälk tragen. Der Mittelteil des Gebäudes wird von einer gestuften Dachgaube überragt. |      |
| Martin-Luther-Straße 25  | Bürohaus der Siemens-AG                                                          | Das Bürohaus wurde 1963 bis 1966 nach Plänen von Peter C. von Seidlein errichtet. Seit 2014 sind Wohnungen dort zu finden. |      |

## Mozartstraße
| Lage            | Bezeichnung | Beschreibung          | Bild |
| --------------- | ----------- | --------------------- | ---- |
| Mozartstraße 22 | Wohnhaus    | 1903 von Wilhelm Noll |      |

## Nassauerstraße
| Lage              | Bezeichnung                                               | Beschreibung            | Bild |
| ----------------- | --------------------------------------------------------- | ----------------------- | ---- |
| Nassauerstraße 5  | Wohn- und Geschäftshaus der Wagenfabrik Krämer und Purper | 1897 von Karl Brugger   |      |
| Nassauerstraße 10 | Wohnhaus                                                  | 1893 von Heinrich Güth  |      |
| Nassauerstraße 11 | Wohnhaus                                                  | 1876 von Gustav Schmoll |      |
| Nassauerstraße 13 | Wohnhaus                                                  | 1898 von Karl Brugger   |      |
| Nassauerstraße 15 | Wohnhaus                                                  | 1904 von Karl Brugger   |      |

## Nauwieserstraße
| Lage                    | Bezeichnung                | Beschreibung | Bild |
| ----------------------- | -------------------------- | --- | ---- |
| Nauwieserstraße 1       | Wohnhaus                   | um 1860/70 |      |
| Nauwieserstraße 3       | Neue Nauwieserschule       | Die neue Nauwieserschule wurde 1888 von Adolf Henne errichtet. Der dreigeschossige, traufständige Putzbau besitzt zur Straßenseite einen unverputzten, zweiachsigen Mittelrisaliten aus Backstein mit Sandsteinbändern. Im Erdgeschoss sitzt hier der Haupteingang mit Ädikula aus Sandstein. Lisenen und ein Sohlbankgesims im ersten Obergeschoss gliedern das Gebäude. |      |
| Nauwieserstraße 5       | Alte Nauwieserschule       | Die alte Nauwieserschule wurde um 1872 von Hugo Dihm errichtet und 1880 aufgestockt. Schulterbogenfenster belichten den Bau. In den letzten Jahren wurde das Gebäude im Erdgeschoss verändert und Ladeneinbauten eingefügt. In der fünfachsigen Straßenfassade sitzt ein Mittelrisalit mit Dreiecksgiebel. Die Fenster wurden in Nischen mit Segmentbögen gesetzt.        |      |
| Nauwieserstraße 17      | Wohnhaus                   | 1894 von Karl Brugger |      |
| Nauwieserstraße 19      | Nauwieser 19               | 1906 von Philipp Burgemeister |      |
| Nauwieserstraße 21      | Wohnhaus                   | 1906–07 von Philipp Burgemeister |      |
| Nauwieserstraße 23      | Wohn- und Geschäftshaus    | 1906 von Philipp Burgemeister |      |
| Nauwieserstraße 29      | Wohnhaus                   | 1907 |      |
| Nauwieserstraße 31      | Wohnhaus Wilhelm Schneider | 1908 von C. Hermann Mosig |      |
| Nauwieserstraße 33      | Wohnhaus                   | 1910 von C. Hermann Mosig |      |
| Nauwieserstraße 35      | Wohnhaus                   | 1911 von Christian Schwegler |      |
| Nauwieserstraße 37      | Wohnhaus                   | 1910 von J. Zeiger |      |
| Nauwieserstraße 38      | Wohnhaus                   | 1904 von Carl Burgemeister |      |
| Nauwieserstraße 38a/38b | Doppelwohnhaus             | 1897 von Albert Pitz |      |
| Nauwieserstraße 39      | Wohnhaus                   | 1911 von Christian Schwegler, Wiederaufbau nach 1945 |      |
| Nauwieserstraße 40      | Wohn- und Geschäftshaus    | 1895 von J.H. Böhme |      |
| Nauwieserstraße 42      | Wohn- und Geschäftshaus    | 1895 von J.H. Böhme |      |
| Nauwieserstraße 44      | Wohnhaus                   | 1895 von J.H. Böhme |      |
| Nauwieserstraße 46      | Wohnhaus                   | 1894 von Ludwig Lauwitz |      |
| Nauwieserstraße 48      | Wohnhaus Peter Burger      | 1876 von Alwin Ziehme |      |

## Neugäßchen
| Lage          | Bezeichnung                                                                          | Beschreibung                    | Bild |
| ------------- | ------------------------------------------------------------------------------------ | ------------------------------- | ---- |
| Neugäßchen 9  | Wohnung und elektrotechnische Werkstatt des Betriebsleiters der Karosseriebauanstalt | 1924                            |      |
| Neugäßchen 13 | Wirtschaftsgebäude                                                                   | um 1800, Umbau 1990–94          |      |
| Neugäßchen 24 | Wohnhaus                                                                             | 1874 von Christian Burgemeister |      |
| Neugäßchen 26 | Wohnhaus                                                                             | 1874                            |      |
| Neugäßchen 28 | Wohnhaus                                                                             | 1874                            |      |

## Neugrabenweg
| Lage             | Bezeichnung                      | Beschreibung | Bild |
| ---------------- | -------------------------------- | ------------ | ---- |
| Neugrabenweg 5/7 | Arbeiterwohnhaus der Eisenbahner | 1899         |      |

## Obere Lauerfahrt
| Lage                | Bezeichnung | Beschreibung                              | Bild |
| ------------------- | ----------- | ----------------------------------------- | ---- |
| Obere Lauerfahrt 10 | Villa       | 1909 von Carl Burgemeister                |      |
| Obere Lauerfahrt 12 | Villa       | 1906 von Alwin Heinker und Kurt Witzschel |      |

## Obertorstraße
| Lage            | Bezeichnung             | Beschreibung | Bild |
| --------------- | ----------------------- | ------------ | ---- |
| Obertorstraße 2 | Wohn- und Geschäftshaus | 1938         |      |

## Ohmsteg
| Lage      | Bezeichnung | Beschreibung          | Bild |
| --------- | ----------- | --------------------- | ---- |
| Ohmsteg 1 | Villa       | 1926 von Johann Gebel |      |

## Paul-Marien-Straße
| Lage                     | Bezeichnung                                                        | Beschreibung                                           | Bild |
| ------------------------ | ------------------------------------------------------------------ | ------------------------------------------------------ | ---- |
| Paul-Marien-Straße 4     | Wohn- und Lagerhaus                                                | 1899 von Heinrich Maurer, 1988 Abbruch der Balkone     |      |
| Paul-Marien-Straße 6     | Wohnhaus mit Pferdestall                                           | 1900 von Peter Urschel                                 |      |
| Paul-Marien-Straße 8     | Wohnhaus                                                           | 1907 von Ludwig Hermann Schmidt                        |      |
| Paul-Marien-Straße 10    | Wohn- und Geschäftshaus                                            | 1906 von Carl Burgemeister, Umbau Erdgeschoss von 1961 |      |
| Paul-Marien-Straße 11    | Wohn- und Geschäftshaus                                            | 1906 von Wilhelm Noll                                  |      |
| Paul-Marien-Straße 12    | Wohnhaus                                                           | 1903 von Wilhelm Noll                                  |      |
| Paul-Marien-Straße 13    | Wohnhaus                                                           | 1906 von Wilhelm Noll                                  |      |
| Paul-Marien-Straße 14    | Wohnhaus                                                           | 1901 von Wilhelm Noll                                  |      |
| Paul-Marien-Straße 15    | Verwaltungsgebäude der Südwestdeutschen Eisen-Berufsgenossenschaft | 1906 von Heinrich Güth                                 |      |
| Paul-Marien-Straße 16    | Wohnhaus                                                           | 1899 von Wilhelm Noll                                  |      |
| Paul-Marien-Straße 18/20 | Wohnhäuser                                                         | 1900 von Heinrich Güth                                 |      |
| Paul-Marien-Straße 23    | Villa                                                              | 1902 von Carl Brugger                                  |      |

## Rathausplatz
| Lage             | Bezeichnung                      | Beschreibung | Bild |
| ---------------- | -------------------------------- | --- | ---- |
| Rathausplatz     | Brunnen                          | Der Brunnen wurde 1959/60 auf dem dreieckigen Platz vor dem Verwaltungsgebäude der Sparkasse erbaut. Das kreisrunde Brunnenbecken wurde von dem Architekten Hans Ulrich entworfen, die Bronzeplastik stammt von Max Mertz. In der Mitte der Brunnenschale erhebt sich auf einem runden Betonsockel die Bronzestatue „Aufsteigender Phönix“. Sie besteht aus drei geschwungenen Armen, die ein räumliches Oval binden.                                                    |      |
| Rathausplatz 1   | Rathaus                          | Das Rathaus wurde in den Jahren 1897 bis 1900 von Georg von Hauberrisser errichtet und erhielt 1923 bis 1925 einen Erweiterungsbau an der Kaltenbachstraße und 1935 bis 1937 an der Gerberstraße. Das dreigeschossige neospätgotische Gebäude aus Sandstein besitzt in der Schaufassade einen hohen Turm über quadratischem Grundriss. In diesem sitzt ein Portal mit Kielbogen. Der links davon aufragende Gebäudeteil wurde mit neogotischen Elementen reich verziert. |      |
| Rathausplatz 3   | Wohn- und Geschäftshaus          | 1908 von Gustav Schmoll gen. Eyssenwerth |      |
| Rathausplatz 4–6 | Wohn- und Geschäftshäuser        | 1902 von Wilhelm Noll |      |
| Rathausplatz 7   | Wohn- und Geschäftshaus          | 1894 von Christian Burgemeister, 3. Obergeschoss von 1924 |      |
| Rathausplatz 8   | Wohnhaus                         | 1887, 3. Obergeschoss von 1958 |      |
| Rathausplatz 9   | Verwaltungsgebäude der Sparkasse | Das Sparkassengebäude wurde 1928–1929 von Stadtbaurat Walther Kruspe errichtet. Der viergeschossige Sandsteinbau trug ursprünglich ein Walmdach, wurde aber 1962 mit einem Staffelgeschoss unter Flachdach hinter der steinernen Balustrade aufgestockt. |      |

## Reichsstraße
| Lage            | Bezeichnung    | Beschreibung          | Bild |
| --------------- | -------------- | --------------------- | ---- |
| Reichsstraße 16 | Hotel Terminus | 1899 von Paul Wiesert |      |

## Richard-Wagner-Straße
| Lage                        | Bezeichnung                                        | Beschreibung | Bild |
| --------------------------- | -------------------------------------------------- | --- | ---- |
| Richard-Wagner-Straße 6     | Altes Stadtbad St. Johann                          | Das Stadtbad St. Johann entstand 1905–1906 nach Entwürfen der Architekten Alwin Heinker und Kurt Witzschel als Eisenbeton-Skelettbau mit Backstein-Mauerwerk. Von 1925 bis 1928 erweiterte Walther Kruspe das Gebäude um eine Schwimmhalle mit expressionistischer Backsteinfassade. Nach Kriegszerstörung erfolgte 1950–1954 der Wiederaufbau durch den Architekten Jean Quirin, der dabei die Aufteilung als Vierflügelanlage mit Innenhof aufnahm. Er errichtete das Gebäude als Betonkonstruktion mit Klinkerverkleidung und Sichtbetonelementen. An der Südecke entstand ein Turm mit Arkadengeschoss. Die große Schwimmhalle wurde mit einer Glasfassade und Oberlicht versehen, um möglichst viel Tageslicht einzulassen. Der Künstler Fritz Zolnhofer stattete das Bad mit Mosaiken aus. 2001 wurde der Bäderbetrieb eingestellt. Das Gebäude wird zu einer Wohnanlage umgebaut. |      |
| Richard-Wagner-Straße 11    | Wohn- und Geschäftshaus                            | 1904 von Wilhelm Noll |      |
| Richard-Wagner-Straße 52–56 | Schmitt-Ney-Haus                                   | Der Architekt J. W. Ulrich errichtete das Gebäude im Jahr 1953 für den Unternehmer Michael Schmitt-Ney als Wohn- und Geschäftshaus. Der Betonskelettbau wird bestimmt von einem gitterartigen Raster aus vertikalen und horizontalen Betonstreben, die stark hervortreten. In den schmalen hohen Feldern sitzen kleine Fenster. Auf der rechten Gebäudeseite weisen eng beieinander stehende vertikale Betonstreben auf ein Treppenhaus hin. Ein Attikageschoss mit anschließendem Flugdach schließt den Baukörper oben ab. 1959 wurden im Obergeschoss Flüchtlingswohnungen eingerichtet. Heute wird das Gebäude überwiegend von Ämtern der Stadt Saarbrücken genutzt. |      |
| Richard-Wagner-Straße 65    | Wohnhaus                                           | |      |
| Richard-Wagner-Straße 69    | Wohnhaus Clemens Cierpka, Gipserei und Stuckfabrik | 1909/10 von Carl Brugger |      |
| Richard-Wagner-Straße 78    | Wohnhaus                                           | 1911 von Hermann Kopf und Rudolf Uebel |      |

## Rosenstraße
| Lage              | Bezeichnung                                     | Beschreibung                                                              | Bild |
| ----------------- | ----------------------------------------------- | ------------------------------------------------------------------------- | ---- |
| Rosenstraße       | Abwasserpumpstation mit technischer Ausstattung | 1925/26, Erweiterungsbau 1954/55 von Peter Paul Seeberger                 |      |
| Rosenstraße 1     | Wohnhaus                                        | 1907 von Albert Eichbaum                                                  |      |
| Rosenstraße 3     | Wohnhaus                                        | 1907 von Hermann Kopf und Rudolf Uebel                                    |      |
| Rosenstraße 5     | Wohnhaus                                        | 1909–10 von Hermann Kopf und Rudolf Uebel                                 |      |
| Rosenstraße 6     | Wohnhaus mit Hinterhaus                         | 1874 von L. Lüttich                                                       |      |
| Rosenstraße 7     | Wohnhaus                                        | 1909 von Wilhelm Noll                                                     |      |
| Rosenstraße 8     | Wohnhaus mit Hinterhaus                         | 1874 von Christian Burgemeister                                           |      |
| Rosenstraße 9     | Wohnhaus mit Gaststätte                         | 1909 von Hermann Kopf und Rudolf Uebel                                    |      |
| Rosenstraße 10    | Wohnhaus mit Werkstatt                          | 1899 von Christian Burgemeister, Wand- und Deckenmalereien von Max Becker |      |
| Rosenstraße 11    | Wohn- und Geschäftshaus                         | 1896 von Ludwig Hermann Schmidt                                           |      |
| Rosenstraße 12    | Mehrfamilienwohnhaus                            | 1897 von J. Keller, Malereien im Eingang von Eduard Schmoll               |      |
| Rosenstraße 12    | Hinterhaus                                      |                                                                           |      |
| Rosenstraße 13/15 | Wohnhaus                                        | 1896 von Ludwig Hermann Schmidt                                           |      |
| Rosenstraße 14    | Wohnhaus                                        | 1898 von Carl Burgemeister, 1976 Dachumbau                                |      |
| Rosenstraße 16    | Wohnhaus                                        | 1910 von Albert Deesz                                                     |      |
| Rosenstraße 17    | Wohnhaus                                        | 1896 von Berger, Ladeneinbau von 1962                                     |      |
| Rosenstraße 18    | Wohn- und Geschäftshaus                         | 1910 von Heinrich Güth                                                    |      |
| Rosenstraße 19    | Wohnhaus                                        | 1902 von Karl Schultheiß                                                  |      |
| Rosenstraße 20    | Wohnhaus                                        | 1906–07 von Albert Deesz und Küttler                                      |      |
| Rosenstraße 21    | Wohnhaus mit Hinterhaus                         | 1899 von Christian Burgemeister, 1898 Werkstatt                           |      |
| Rosenstraße 22    | Wohnhaus                                        | 1906 von Albert Deesz                                                     |      |
| Rosenstraße 22a   | Wohnhaus mit Werkstatt                          | 1875 von Friedrich Mertz                                                  |      |
| Rosenstraße 23    | Wohnhaus mit Hinterhaus                         | 1899 von Karl Schultheiß                                                  |      |
| Rosenstraße 24    | Wohnhaus                                        | 1912/13 von August Kohlmaier                                              |      |
| Rosenstraße 25    | Wohnhaus                                        | 1899 von Karl Schultheiß                                                  |      |
| Rosenstraße 25a   | Wohn- und Geschäftshaus                         | 1911 von August Kohlmaier, 1929 Büro                                      |      |
| Rosenstraße 27    | Mechanische Schreinerei mit Dampfbetrieb        | 1875 von Alwin Ziehme, 1883 Umbau zum Wohnhaus, Aufstockung 1909          |      |
| Rosenstraße 29    | Wohnhaus                                        | 1896 von Adolf Henne                                                      |      |

## Rotenbergstraße
| Lage               | Bezeichnung                           | Beschreibung          | Bild |
| ------------------ | ------------------------------------- | --------------------- | ---- |
| Rotenbergstraße 8  | Wohn- und Geschäftshaus Hans Husslein | 1907 von Karl Brugger |      |
| Rotenbergstraße 30 | Wohn- und Geschäftshaus               | 1909                  |      |

## Rotenbühlerweg
| Lage              | Bezeichnung                                       | Beschreibung | Bild |
| ----------------- | ------------------------------------------------- | --- | ---- |
| Rotenbühlerweg 13 | Villa                                             | 1927 von Ludwig Nobis |      |
| Rotenbühlerweg 27 | kath. Vikarienkirche von der Immerwährenden Hilfe | Oblatenkloster, 1928 von Moritz Gombert |      |
| Rotenbühlerweg 39 | Villa                                             | 1928 von Willy Barth |      |
| Rotenbühlerweg 64 | Ev. Christuskirche                                | Die Christuskirche wurde in den Jahren 1955 bis 1958 nach Plänen von Rudolf Krüger errichtet. Der oktogonale Zentralbau wird von einem Zeltdach gedeckt. Vier der acht Wände wurden durch wandhohe Glasfenster ersetzt. Im Westen schließt sich ein eingeschossiger abgewinkelter Bau mit Pfarr- und Gemeinderäumen und einer Kindertagesstätte an. Im Nordwesten steht ein Kirchturm aus Beton mit quadratischem Grundriss. |      |

## Rückertstraße
| Lage              | Bezeichnung                       | Beschreibung                              | Bild |
| ----------------- | --------------------------------- | ----------------------------------------- | ---- |
| Rückertstraße 1   | Wohnhaus mit Vorgarteneinfriedung | 1910 von Heinrich Güth                    |      |
| Rückertstraße 3   | Villa                             | 1922 von Carl Burgemeister                |      |
| Rückertstraße 5/7 | Doppelvilla                       | 1923–24 von Kurt Witzschel und A. Beßlich |      |

## Saar
| Lage | Bezeichnung                       | Beschreibung | Bild |
| ---- | --------------------------------- | --- | ---- |
| Saar | Anna Leonie (Bewegliches Denkmal) | Das Treidelschiff wurde 1925/26 in der Werft der Gebrüder Schäfer in Völklingen/Luisenthal für Johann Kind erbaut und blieb bis zum Tod von Ernst Kind im Jahr 1987 im Besitz der Familie Kind. Nachdem das Schiff 20 Jahre verrottete, wurde es ab 2007 in der Schiffswerft Franz Wirotius in Rilchingen-Hanweiler restauriert. |      |
| Saar | Alte Brücke                       | Die Alte Brücke ist die älteste erhaltene Brücke des Saarlandes. Sie wurde 1546/47 unter Graf Philipp II. erbaut und in der Folgezeit mehrfach zerstört. Ursprünglich besaß sie 14 Bögen, von denen jedoch einige durch den Bau des Finanzministeriums und des heute Tifliser Platzes sowie der Saarbegradigung verloren gingen. Beim Bau der Stadtautobahn wurde die Brücke 1961 bis 1963 auf der Alt-Saarbrücker Seite um einen stählernen Steg erweitert. |      |

## Saarstraße
| Lage          | Bezeichnung                                     | Beschreibung | Bild |
| ------------- | ----------------------------------------------- | --- | ---- |
| Saarstraße 1  | Eckhaus mit Ladenparterre, Wohnhaus             | 18. Jh., Umbauten um 1872 und 1898–99, Umbau 1930–40, nach dem Zweiten Weltkrieg rebarockisiert                                                      |      |
| Saarstraße 2  | Wohn- und Geschäftshaus                         | 1850–60 |      |
| Saarstraße 3  | Wohn- und Geschäftshaus                         | 1835–38 |      |
| Saarstraße 4  | Architekturteile der Fassade                    | 18. Jh. |      |
| Saarstraße 5  | Wohn- und Geschäftshaus                         | 1838–39, Umbau innen 1978 |      |
| Saarstraße 6  | Wohnhaus mit Hinterhaus                         | 17./18. Jh., Umbauten um 1904, 1930–40 und 1955 |      |
| Saarstraße 8  | Wohn- und Gasthaus Weinhändler Ludwig Pistorius | 1852, Umbauten 1930, Instandsetzung 1957–58, Umbau 1967                                                                                              |      |
| Saarstraße 9  | Wohn- und Geschäftshaus, Mietshaus              | 1910–11 von Ludwig Braun |      |
| Saarstraße 11 | Wohnhaus                                        | 1816–35, zwei Ladeneinbauten 1880 und 1894, Erweiterung 4. Viertel 19. Jh., Umbau Seitenfront nach 1914, Instandsetzung Fassade 1966, Sanierung 1975 |      |
| Saarstraße 13 | Wohn- und Geschäftshaus, Mietshaus              | um 1873 von Hugo Dihm, seit 1911 mehrfach umgebaut, Teilabbruch des Südabschnitts                                                                    |      |

## Schillerplatz
| Lage              | Bezeichnung   | Beschreibung | Bild |
| ----------------- | ------------- | --- | ---- |
| Schillerplatz 1/3 | Staatstheater | Das Staatstheater wurde 1937 bis 1938 nach Entwürfen von Paul Otto August Baumgarten im neoklassizistischen Stil erbaut. Das Gebäude brannte infolge von Brandanschlägen und Bombardierungen im Zweiten Weltkrieg mehrfach aus, wurde aber wieder restauriert. In den Jahren 1985 bis 1989 wurde das Gebäude nach Plänen von Gottfried Böhm umgebaut. Das Gebäude wurde über einem annähernd kreuzförmigen Grundriss errichtet. Im Westen besitzt es einen halbkreisförmigen Abschluss mit Säulengang. Über dem Zentrum sitzt ein mächtiger quadratischer Turmaufbau mit attikaähnlichem Fensterband. Ein umlaufendes Attikageschoss befindet sich auch im restlichen Gebäudebereich. |      |

## Schmollerstraße
| Lage                       | Bezeichnung                   | Beschreibung | Bild |
| -------------------------- | ----------------------------- | --- | ---- |
| Schmollerstraße 1a         | Wohn- und Geschäftshaus       | 1936–38 von Baumgarten |      |
| Schmollerstraße 10 und 10a | Schmollerschule mit Turnhalle | Die Schmollerschule gehört zu dem von Peter Paul Seeberger nitierten Wiederaufbauprogramm für die Saarbrücker Schulen. Das Gebäude wurde 1950 bis 1953 von dem Stadtbaurat Seeberger erbaut. Wichtigstes Gestaltungselement des viergeschossigen Putzbaus sind die Fensterbänder der Fassaden. An beiden Ecken springen Risaliten hervor. Auffälligstes Element ist der halbrund hervorragende Eingangsbereich mit weit überstehendem Flachdach und verglaster Front. |      |

## Schumannstraße
| Lage                 | Bezeichnung                   | Beschreibung | Bild |
| -------------------- | ----------------------------- | --- | ---- |
| Schumannstraße       | kath. Pfarrkirche St. Michael | Die Maichselskirche wurde 1923/24 von Hans Herkommer errichtet. Das Kirchengebäude vereint Stilelemente des Mittelalters, der Renaissance und des Barocks zu einer modernen Gesamtkomposition mit expressionistischer Formensprache. Die Wandpfeilerbasilika ist in Sandstein mit steinsichtigen Außenwänden ausgeführt. Die Westfassade besteht aus einem dreigeschossigen Riegel und zwei rechteckigen Doppeltürmen, die sich erst oberhalb des dritten Geschosses aus dem Westwerk lösen. Im dritten Geschoss steht eine 4 m hohe Bronzestatue des Kirchenpatrons. Das Langhaus mit fünfjochigem Mittelschiff und kleinen Seitenjochen wird durch kräftige Wandpfeiler unterteilt. Das Mittelschiff ist von einem mächtigen Tonnengewölbe mit Kassettenfeldern überwölbt. Daran schließt sich ein niedrigeres Querhaus an. Ein mächtiger erhöhter Chorbereich schließt sich dann an, der über zwei seitliche Treppen betreten werden kann. Säulen trennen den hinteren Bereich auf und schaffen zwei Säulengänge rechts und links von dem großen Majolika-Altar. |      |
| Schumannstraße 22    | Wohnhaus                      | Der dreigeschossige, traufständige Putzbau wurde 1910 von Karl Brugger mit Anklängen an den Jugendstil errichtet. Das Erdgeschoss ist bis zu dem Sohlbankgesims des ersten Obergeschosses in Sandsteinrustika ausgeführt. Auffällige Verzierungen und Rundbögen schmücken das Haus, dessen Fassade von einem Zwerchhaus mit geschwungenem Dach überragt wird. Die leicht abgesetzte rechte Achse wird in den Obergeschossen durch einen leicht vorgewölbten Erker betont. |      |
| Schumannstraße 24/26 | Wohnhäuser                    | 1908 von Wilhelm Hector |      |

## Schützenstraße
| Lage               | Bezeichnung | Beschreibung           | Bild |
| ------------------ | ----------- | ---------------------- | ---- |
| Schützenstraße 3/5 | Druckerei   | 1925/26 von Bruno Daum |      |

## Schwarzenberg
| Lage          | Bezeichnung       | Beschreibung | Bild |
| ------------- | ----------------- | --- | ---- |
| Schwarzenberg | Schwarzenbergturm | Der Aussichtsturm wurde 1931 nach Entwürfen von Hermann Leiber errichtet. Der Stahlbetonturm mit quadratischem Grundriss musste 2012/13 nach Baumängeln umfassend saniert werden. Die obere, runde Aussichtsplattform befindet sich auf 46 m Höhe. Die Ecken des Gebäudes werden im Erdgeschoss durch verdickte Streben markiert. Im obersten Geschoss tritt auf der Westseite ein kubisches Element mit Fensterband hervor. |      |

## St. Johanner Markt
| Lage                     | Bezeichnung | Beschreibung | Bild |
| ------------------------ | --- | --- | ---- |
| St. Johanner Markt       | St. Johanner Marktbrunnen                                                                                       | 1759–60 von Friedrich Joachim Stengel, Baudekor von Johann Philipp Mihm, Eisengitter von Sontag Bückelmann, Restaurierungen um 1880, 1930 und 1994 |      |
| St. Johanner Markt 2     | Gasthaus zur Rose, Wohn-/Mietshaus                                                                              | um 1878, Umbau 1919–20, später mehrfach umgebaut |      |
| St. Johanner Markt 3     | Wohnhaus, Hofanlage                                                                                             | 18. Jh. |      |
| St. Johanner Markt 4     | Wirtshaus Zum Hirsch, Wohnhaus und Gaststätte                                                                   | im Kern spätmittelalterlich, Vorderhaus 1. Drittel 18. Jh., 1776 Gasthaus, Umbau innen um 1930, Ladenparterre von 1950–60, Hinterhaus von 1897 |      |
| St. Johanner Markt 5     | Wohnhaus, Hofanlage                                                                                             | 18. Jh., Fassade um 1887 überformt, um 1940 purifiziert und rebarockisiert, seitliches Hofgebäude 19. Jh. |      |
| St. Johanner Markt 6     | Wohnhaus, Hofanlage                                                                                             | 18. Jh., Ladenparterre von 1896, Umbau 19. Jh., 1980–81 Entkernung |      |
| St. Johanner Markt 7–9   | Wohnhaus mit seitlichem Hofgebäude und Hinterhaus                                                               | 18. Jh., Vorderhäuser 1898–99 zu einer Doppelfassade umgebaut, um 1940 purifiziert und rebarockisiert, seitl. Hinterhaus (Nordseite) 4. Viertel 19. Jh./1. Viertel 20. Jh., Hinterhaus 18. Jh., mehrfach umgebaut, seitl. Hinterhaus (Südseite) von 1898–99 |      |
| St. Johanner Markt 8     | Tante Maja | 2. Hälfte 16. Jh., Umbau um 1800 |      |
| St. Johanner Markt 11    | Wohnhaus und Hinterhaus                                                                                         | 19. Jh., Hinterhaus von 1869 wurde 1920–40 umgebaut |      |
| St. Johanner Markt 13    | Wohnhaus mit Gewölbekeller, Einraumkeller                                                                       | 18. Jh., Wohnhaus 2. Drittel 19. Jh., Sanierung 1972 |      |
| St. Johanner Markt 14    | Wohnhausfassade                                                                                                 | 18./19. Jh. |      |
| St. Johanner Markt 15    | Wohn- und Geschäftshaus, Gewölbekeller                                                                          | Keller 18. Jh., Wohnhaus 19. Jh. |      |
| St. Johanner Markt 16    | Gasthaus Zur Deutschen Eiche, Wohn-/Mietshaus                                                                   | 1899–1900 von Albert Pitz, Umbau 1938 |      |
| St. Johanner Markt 17/19 | Wohn- und Kaffeehaus                                                                                            | 1937–38 von Gottfried Leiser |      |
| St. Johanner Markt 18    | Wohnhaus, Hofanlage                                                                                             | um 1760 |      |
| St. Johanner Markt 21    | Miets- und Geschäftshaus                                                                                        | 1957 von Heinrich Sievers |      |
| St. Johanner Markt 22    | Wohnhaus mit Hinterhaus                                                                                         | 18. Jh. |      |
| St. Johanner Markt 23    | Miets- und Geschäftshaus                                                                                        | 1950/51 von J.W. Ulrich |      |
| St. Johanner Markt 24    | Wohnhaus | 18. Jh. Erweiterung 1904 von Gustav Schmoll gen. Eyssenwerth, heute Stadtgalerie |      |
| St. Johanner Markt 25    | Wohn- und Geschäftshaus                                                                                         | 1863–64, 1968 Entkernung und Umbau der Ladenfront |      |
| St. Johanner Markt 26    | Hofanlage und Wohnhaus                                                                                          | um 1780 |      |
| St. Johanner Markt 27/29 | Wohn-/Miets- und Geschäftshaus des Rentmeisters Friedrich Hoffmann mit Gaststätte und Stadtkasse von St. Johann | um 1894 von Heinrich Güth, Erweiterung nach Süden 1919, 1983 Purifizierung der Fassade von Karl Möll |      |
| St. Johanner Markt 28    | Wohnhaus mit Hofanlage                                                                                          | 18. Jh., Hinterhaus (Katholisch-Kirch-Straße 13) |      |
| St. Johanner Markt 31    | Wohnhaushälfte                                                                                                  | 18. Jh., Traufenhaus um 1800, Umgestaltung der Fassade 19. Jh., 1938 Purifizierung |      |
| St. Johanner Markt 33    | Wohnhaushälfte                                                                                                  | 18. Jh., Traufenhaus um 1800, Umgestaltung der Fassade 19. Jh., 1938 Purifizierung |      |
| St. Johanner Markt 32    | Mietshaus mit Gaststätte und Hinterhaus                                                                         | 1892 von Adolf Henne, seit 1905 mehrere Umbauten, 1930–40 Purifizierung |      |
| St. Johanner Markt 47/49 | Steinkallenfels'scher Hof, Wohnhaus mit Gaststätte                                                              | 1688, Umbau 1760 |      |

## Stephanstraße
| Lage            | Bezeichnung             | Beschreibung | Bild |
| --------------- | ----------------------- | --- | ---- |
| Stephanstraße 2 | Ev. Johanneskirche      | Die Johanneskirche wurde in den Jahren 1894 bis 1898 von Heinrich Güth im neugotischen Stil erbaut. Der dreischiffige, aufwendig verzierte Basilika mit vier Jochen und gangartigen Seitenschiffen wurde ein Westturm vorangestellt. Auf das Langhaus folgt ein ausladendes Querhaus mit Emporen und ein Chorbereich mit dreiseitiger Apsis. Der ursprünglich vorhandene Lettner wurde später entfernt. Über der Vierung sitzt ein hoher, schmaler Dachreiter. |      |
| Stephanstraße 3 | Wohn- und Geschäftshaus | um 1900 |      |
| Stephanstraße 5 | Wohn- und Geschäftshaus | um 1900 |      |

## Straße des 13. Januar
| Lage                     | Bezeichnung                                                                                 | Beschreibung                                                                                      | Bild |
| ------------------------ | ------------------------------------------------------------------------------------------- | ------------------------------------------------------------------------------------------------- | ---- |
| Straße des 13. Januar 35 | Städtischer Schlachthof, Abholhalle mit Annexbauten (Fleischmarkt, Schlachthallen, Kantine) | 1936–39 von Walter Frese, Keramikrelief „Segen der Erde“ von Willi Knapp an der westl. Giebelwand |      |

## Stuhlsatzenhausweg
| Lage                     | Bezeichnung     | Beschreibung  | Bild |
| ------------------------ | --------------- | ------------- | ---- |
| Stuhlsatzenhausweg 49/51 | zwei Bannsteine | 1787 und 1835 |      |

## Sulzbachstraße
| Lage               | Bezeichnung                | Beschreibung                             | Bild |
| ------------------ | -------------------------- | ---------------------------------------- | ---- |
| Sulzbachstraße 7   | Wohn- und Geschäftshaus    | 1896 von Karl Hühne                      |      |
| Sulzbachstraße 22  | Geschäfts- und Bürogebäude | 1910 von August Brenk                    |      |
| Sulzbachstraße 24  | Wohn- und Geschäftshaus    | 1910 von Carl Burgemeister               |      |
| Sulzbachstraße 25  | Wohn- und Geschäftshaus    | 1911 von Karl Brugger und Rudolf Seifert |      |
| Sulzbachstraße 26  | Bürogebäude, Wohnhaus      | 1909 von Kurt Witzschel                  |      |
| Sulzbachstraße 27a | Umspannwerk                | 1934 von Reinhold Freygang               |      |

## Trierer Straße
| Lage              | Bezeichnung                                 | Beschreibung | Bild |
| ----------------- | ------------------------------------------- | --- | ---- |
| Trierer Straße 1  | Bergwerksdirektion Saarbrücken              | Das Gebäude der preußischen Bergwergsdirektion Saarbrücken wurde 1876–1880 von den Berliner Architekten Martin Gropius und Heino Schmieden auf V-förmigem Grundstück errichtet. Das Eckgebäude wird an der Spitze von einem mächtigen Zentralbau abgeschlossen, der den Haupteingang aufnimmt. Die Fassade der abgefasten Gebäudekante besitzt drei Achsen mit Rundbogentüren und -fenstern und endet oben mit einem Bogenfries. Ein Mittelrisalit und ein Eckrisalit sitzen in der Fassade zur Trierer Straße und überragen den Bau genauso wie ein weiterer Eckrisalit an der Reichstraße. Der Innenhof zwischen den Gebäudeflügeln wurde mittlerweile überdacht und ist Bestandteil des Einkaufszentrums in der ehemaligen Bergwerksdirektion und den angrenzenden Gebäuden. |      |
| Trierer Straße 4  | Bergschule                                  | Die ehemalige preußische Bergschule wurde 1904–1906 von dem Architekten Otto Giseke erbaut. Nach Kriegsschäden erfolgte der Wiederaufbau. Von 1979 bis 1982 wurde der Sandsteinbau saniert und erweitert. Der traufständige, dreigeschossige Bau wurde über einem niedrigen Sockelgeschoss mit Bossenwerk errichtet. Im Erdgeschoss sitzen Segmentbogenfenster. Die Fenster der beiden darüber liegenden Geschosse besitzen ein gemeinsames Gewände und sind durch Blendfelder getrennt. Die Fenster im zweiten Obergeschoss sind als Rundbogenfenster ausgeführt. Dem Zentrum der Fassade wurde eine leicht abgesetzte Wand mit vier Achsen vorgesetzt, die über die Traufe hinausreicht. Die mittleren beiden Achsen werden von Lisenen flankiert, die über dem Obergeschoss durch ein gemeinsames Feld verbunden sind, das ein Wappen trägt. |      |
| Trierer Straße 8  | Gebäude des Saarbrücker Knappschaftsvereins | erbaut 1901–1902 nach Entwurf der Berliner Architekten Heinrich Kayser und Karl von Großheim; durch spätere Umbauten, Aufstockung und Erweiterung stark verändert |      |
| Trierer Straße 31 | Alte Post                                   | Das Gebäude wurde 1928–1929 als Dienstgebäude der Oberpostdirektion für das Saargebiet und Hauptpostamt der Stadt Saarbrücken nach Entwürfen des Saarbrücker Architekten Ludwig Nobis errichtet. Gleichzeitig entstanden ein Postbahnhof und Postgleise. Nach der Rückgliederung des Saargebiets in das Deutsche Reich am 1. März 1935 wurde das Gebäude Sitz der Oberpostdirektion Saarbrücken. Nach dem Bau eines neuen Postgebäudes auf einem Nachbargrundstück stand das Gebäude ab Mitte der 1980er Jahre leer und verfiel. Ab 2012 wurde das Gebäude entkernt und saniert. Seit 2014 ist es Sitz des saarländischen Bildungsministeriums. Das spitzwinklig zulaufende, hufeisenförmige Gebäude an der Kreuzung Trierer Straße / St. Johanner Straße besteht aus einem Stahlbetonskelett, das mit Backsteinen ausgemauert wurde. Die südliche Gebäudeecke ist als turmartiger Vorsprung konzipiert. Mächtige Rundbögen bilden den Eingang zur Vorhalle. Die Bögen setzen sich an der Fassade im kompletten Erdgeschoss als Blendbögen fort in denen große Rundbogenfenster sitzen. |      |

## Türkenstraße
| Lage               | Bezeichnung | Beschreibung | Bild |
| ------------------ | --- | --- | ---- |
| Türkenstraße       | Reste der spätmittelalterlichen Stadtmauer                                                                                                   | um 1680 |      |
| Türkenstraße 1     | Architekturteile eines barocken Traufenhauses                                                                                                | 18./19. Jh. |      |
| Türkenstraße 2     | Geschäfts- und Mietshaus | 1898–99 von Carl Burgemeister, um 1983 Umbau innen                                                                                       |      |
| Türkenstraße 3/5   | Zwei Wohnhäuser (Vorderhaus) mit Hinterhaus                                                                                                  | 17./18. Jh., Umbauten im 19. Jh. und 1920–30                                                                                             |      |
| Türkenstraße 4     | Geschäfts- und Mietshaus | 1898–99 von Heinrich Güth, 1981–82 Umbau innen und Außensanierung                                                                        |      |
| Türkenstraße 7/7a  | Wohnhaus | 17./18. Jh., Ladeneinbau in der nördl. Haushälfte von 1926, 1976 Instandsetzung und Umbauten (südl. Haushälfte)                          |      |
| Türkenstraße 9     | Wohnhaus mit Gewölbekeller | 17./18. Jh., Fassadenumbau 19. Jh., Umbauten 1905 und 1992                                                                               |      |
| Türkenstraße 11/13 | Wohnhäuser | 17./18. Jh., Umbau Dachausbau, Instandsetzung 1974–75                                                                                    |      |
| Türkenstraße 15    | Wohnhaus | 18./19. Jh., Umbau und Aufstockung 1898 von Heinrich Maurer                                                                              |      |
| Türkenstraße 17    | Wohnhaus | 18./19. Jh., Ladenfront von 1890, Umbau und Aufstockung 1935–36, Umbau Parterre 1967                                                     |      |
| Türkenstraße 19    | Torfahrthaus | Hinterhaus von 1890–1900, Vorderhaus 1902 von Wilhelm Noll, Sanierung und Umbau 1979–80                                                  |      |
| Türkenstraße 21    | Wohn- und Geschäftshaus, Mietshaus | 18./19. Jh. (Hinterbau 1875), Umbau und Aufstockung 1927 von Wilhelm Werner, 1959 Umbau innen von Wilhelm Werner                         | -->  |
| Türkenstraße 23    | Wohnhäuser | Traufenhaus 18. Jh., Aufstockung 4. Viertel 19. Jh., Ladenfront von 1886, Hinterhaus-Anbau im 19. Jh., Umbau innen und Sanierung 1993–94 |      |
| Türkenstraße 25    | In einem Wohnhaus verbaute Reste der nordöstlichen Eckbastion der spätmittelalterlichen und um 1680 erneuerten St. Johanner Stadtbefestigung | Wohnhaus 4. Viertel 18. Jh./1. Drittel 19. Jh., Umbauten innen 1919–20 und 1981                                                          |      |

## Uhlandstraße
| Lage            | Bezeichnung                                      | Beschreibung                                  | Bild |
| --------------- | ------------------------------------------------ | --------------------------------------------- | ---- |
| Uhlandstraße 2  | Wohnhaus mit Vorgarteneinfriedung und Hinterhaus | 1910 von Heinrich Güth                        |      |
| Uhlandstraße 5  | Wohnhaus                                         | 1910 von Christian Burgemeister               |      |
| Uhlandstraße 7  | Wohnhaus                                         | 1903 von Heinrich Güth                        |      |
| Uhlandstraße 9  | Wohnhaus                                         | 1902 von Heinrich Güth                        |      |
| Uhlandstraße 11 | Wohnhaus                                         | 1905 von Franz Kaiser                         |      |
| Uhlandstraße 19 | Wohnhaus                                         | 1927 von Alfred Bartling, Hofgebäude von 1928 |      |

## Ursulinenstraße
| Lage                 | Bezeichnung                                                                                              | Beschreibung                                                                         | Bild |
| -------------------- | --- | ------------------------------------------------------------------------------------ | ---- |
| Ursulinenstraße 8–16 | Metallplastik „Der Kreislauf des Geldes“ an der Fassade der Zentralkasse Saarländischer Genossenschaften | Die Metallplastik wurde in den Jahren 1967 und 1979 von Wolfram Huschens geschaffen. |      |
| Ursulinenstraße 22   | Handelskammer                                                                                            | 1903 von Carl Burgemeister                                                           |      |
| Ursulinenstraße 33   | Handelskammer                                                                                            | 1896 von Kurt Witzschel                                                              |      |

## Viktoriastraße
| Lage              | Bezeichnung             | Beschreibung                             | Bild |
| ----------------- | ----------------------- | ---------------------------------------- | ---- |
| Viktoriastraße 11 | Wohn- und Geschäftshaus | 1876 von Gustav Schmoll gen. Eyssenwerth |      |